# Literarisch-artistische Abteilung des Österreichischen Lloyd
Die Literarisch-artistische Abteilung des Österreichischen Lloyd war ein in Triest arbeitender Verlag mit angeschlossener Druckerei, der am 21. Juni 1849 als Aktiengesellschaft mit einem Kapital von 50.000 Gulden seine Geschäftstätigkeit aufgenommen hatte. Die „Literarisch-artistische Abtheilung“ bildete neben den 1833 und 1836 gegründeten Sektionen für Informationsbeschaffung über Seefahrt und -handel (I.) bzw. für die Verfrachtung (II., Dampfschiffahrtgesellschaft) die III. Sektion des Österreichischen Lloyd. Ihr offizieller italienischer Name lautete Sezione letterario-artistica del Lloyd Austriaco.
Das Verlagsprogramm knüpfte an das zuvor von den anderen beiden Sektionen herausgegebene Schrifttum an und ging schließlich weit über eine bloße Dienstleistung für die übrigen Geschäftszweige des Österreichischen Lloyd hinaus. Es umfasste vor allem die Edition vielfältiger Periodika, nautischer, wissenschaftlich-technischer Werke, Reiseführer und -literatur, klassischer und belletristischer Literatur sowie künstlerischer Werke von zum Teil namhaften Autoren der damaligen Zeit, die vor allem in italienischer und deutscher Sprache publizierten.
Das Unternehmen setzte seine Tätigkeit auch nach dem Ersten Weltkrieg fort, als der Österreichische Lloyd durch Aktienerwerb in das Eigentum der Banca Commerciale Italiana überging und 1921 in Lloyd Triestino umbenannt wurde. Es wurde erst im März 1928 geschlossen; seine Maschinen und Anlagen wurden schließlich 1931 von der Società Editoriale Libraria in Trieste übernommen.

## Unternehmensgeschichte

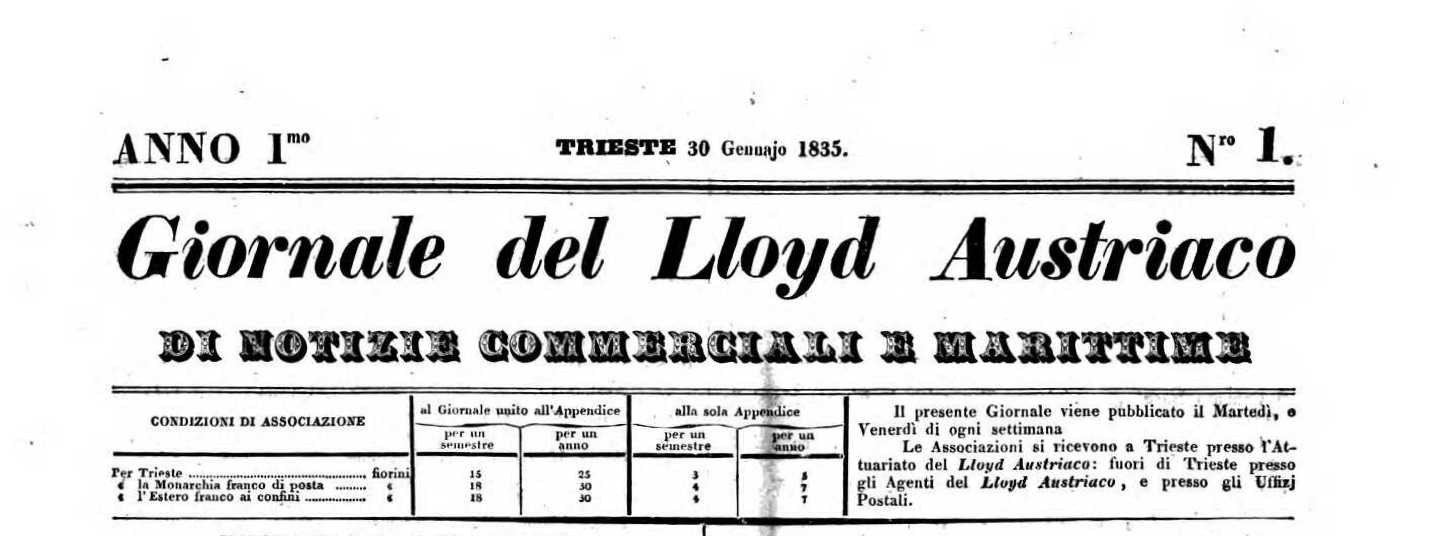
Giornale del Lloyd Austriaco, Zeitungskopf vom 30. Januar 1835

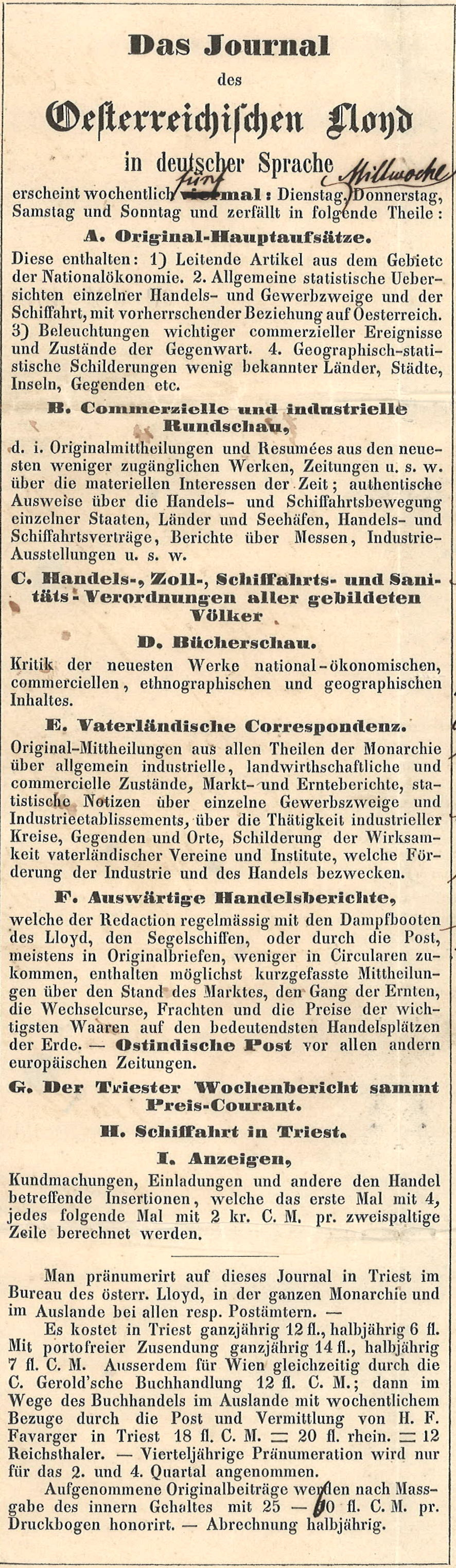
Teil des Briefbogens der Redaktion des Journals des Österreichischen Lloyd (1847)

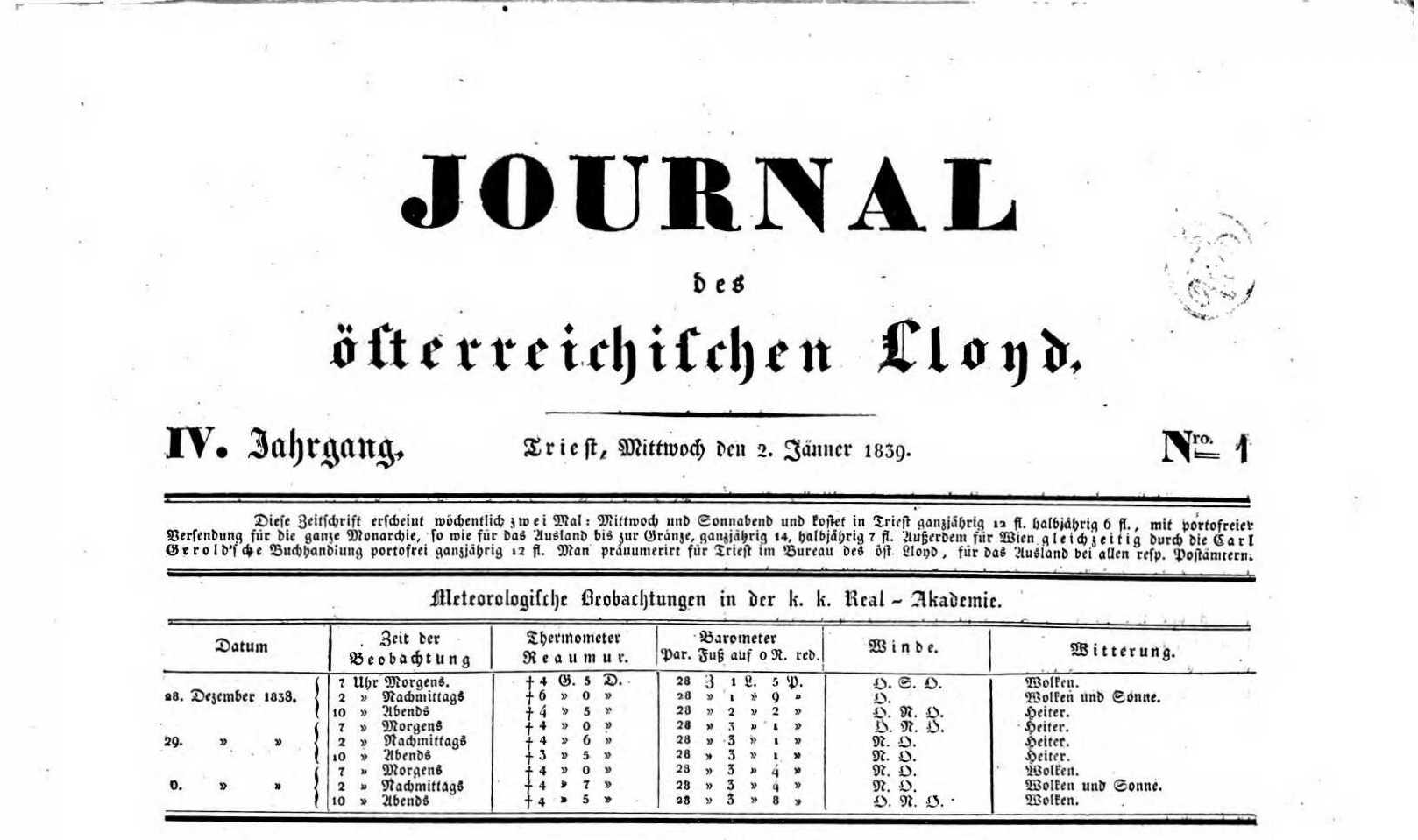
Journal des oesterreichischen Lloyd, Zeitungskopf vom 2. Januar 1839

### Vorgeschichte
Bereits am 30. Januar 1835, also noch vor der Gründung der Dampfschifffahrtsgesellschaft im Jahre 1936, wurde vom Österreichischen Lloyd als zunächst zweimal, kurze Zeit später dreimal und schließlich fünfmal wöchentlich erscheinendes Informationsbulletin für Handel und Seefahrt, der Giornale del Lloyd Austriaco di notizie commerciali e marittime, begründet. Ende desselben Jahres folgte eine deutsche Ausgabe als Journal des österreichischen Lloyd. Die deutsche Ausgabe wurde zunächst von Paul Frisch herausgegeben, dessen Tätigkeit allerdings in einem Eklat endete. In einer Abhandlung in Korrespondenzform hatte er Anfang 1837, zwar ironisch gemeint, aber doch in einem eher herabwürdigenden Ton, die vermeintlichen Schwächen der Triester Bürgerschaft in der Leipziger Zeitung für die elegante Welt ausgebreitet. Dadurch wurde ihm von der Lloyd-Direktion ein Missbrauch der Gastfreundschaft vorgeworfen, und er musste seinen Redakteursposten zugunsten von Ignaz Papsch räumen, der sich dabei ganz außerordentlich profilieren konnte. Nach dem ihm folgenden Jakob Löwenthal übernahm dann 1844 Ernst von Schwarzer die Redaktionsführung, die er in den Märztagen 1848 wieder abgab, um ein Ministeramt in Wien zu übernehmen. Danach redigierte Friedrich von Bodenstedt kurze Zeit das Blatt. Denn schon am 24. September 1848 erschien die letzte Triester Nummer, bevor das wirtschaftlich erfolglose Blatt auf Initiative von Graf Stadion und Karl Ludwig Bruck nach Wien verlegt wird. Dort sollte es nach einem Wechsel in der Herausgeberschaft als neues regierungsnahes politisches Sprachrohr fungieren. In den Jahren 1837 und 1838 waren an Stelle des Journals die Handels- und Seeberichte des Österreichischen Lloyd erschienen, vielleicht ein, letztlich erfolgloser, Versuch, mit einem neuen Namen eine deutlich größere Leserschaft anzuziehen.
Nachdem bereits 1838 in der Direktion des Lloyd erste Überlegungen zur Gründung eines Verlags, der die vielfältigen Druckerzeugnisse des Lloyd in eigener Regie bereitstellen sollte, ventiliert worden waren, hatte der Lloyd dann 1842 Ignaz Papsch mit der Gründung einer Druckerei beauftragt, die dann unter dem Namen I. Papsch & Co. Tipografia del Lloyd – eingerichtet mit einem Gesamtkostenaufwand von 12 000 Gulden – tätig wurde. Sie war Verlagsstätte für eine Vielzahl von Periodika und anderen Druckerzeugnissen, die dann auch typisch für die spätere Verlagstätigkeit der Literarisch-artistischen Abteilung werden sollten. U.a. erschienen hier auch die offiziellen Regierungsanzeiger von Wien, Budapest und Triest sowie 1846 und 1847 die von Pietro Kandler herausgegebene Zeitung L'Istria (Istrien).
Am 29. Januar 1848 ging die Drucklizenz von Papsch auf den Österreichischen Lloyd über; das Unternehmen firmierte nun als Tipografia del Lloyd Austriaco. In dieser Zeit wurden unter anderem Il telegrafo della sera (Der Abendtelegraf, geleitet von Vincenzo Dal Torso) gegründet. 1849 wurde die Produktion von Stahlstich-Tafeln aufgenommen, die auf einer bis dahin in Italien unbekannten, aus Stuttgart (vielleicht von Carl Ludwig Frommel) importierten Maschine hergestellt wurden. Die Druckerei verfügte nun über vier Abteilungen: eine journalistische, eine wissenschaftlich-technische, eine künstlerische und eine literarische.

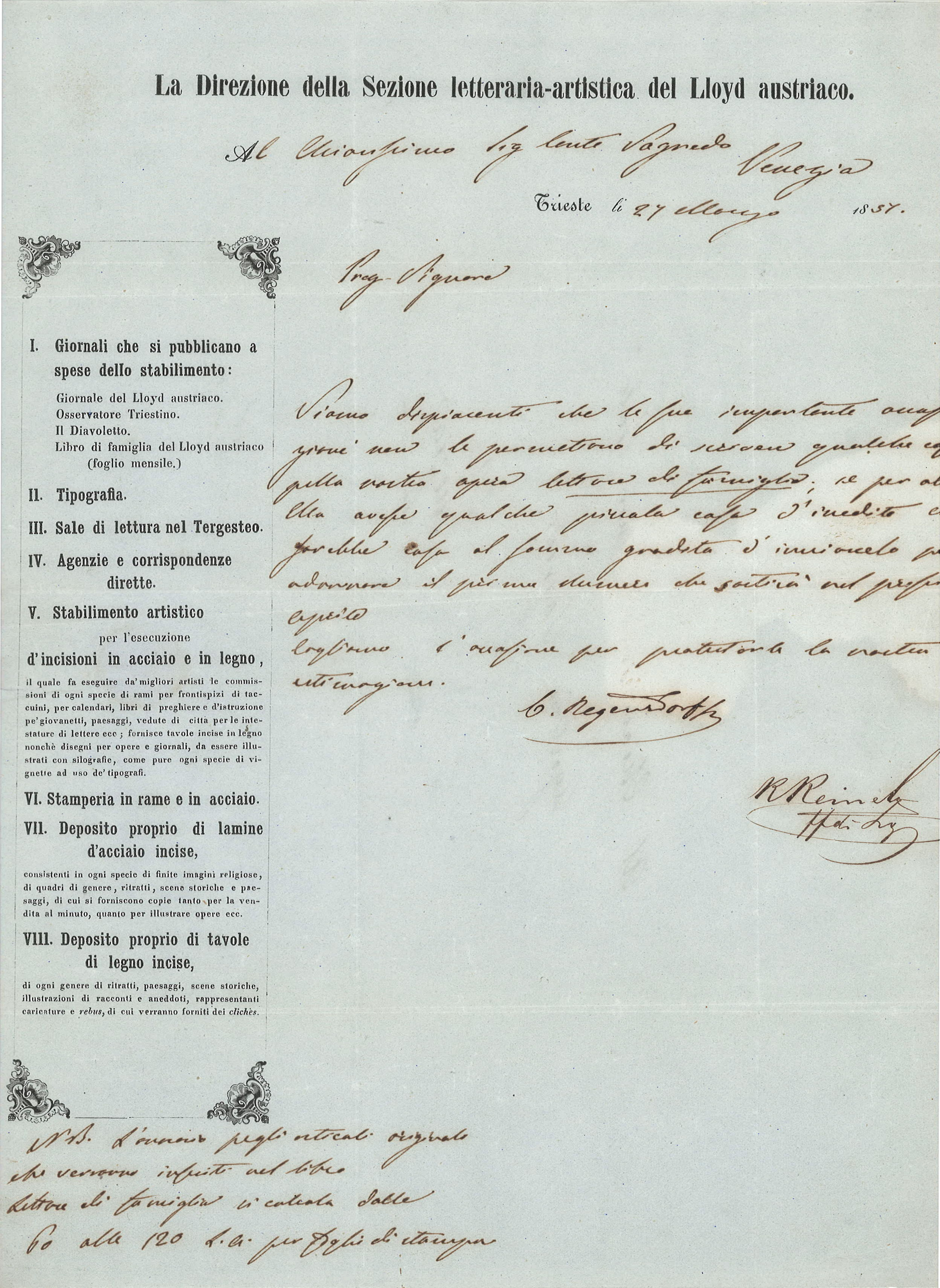
Brief der Direktion der 3. Sektion des ÖL an den Historiker Agostino Sagredo (27. März 1857), mit Angabe der Unternehmensteile und der publizierten Periodika

### Gründung und Geschäftsentwicklung der Literarisch-artistischen Abteilung des Österreichischen Lloyd
Schließlich wurden die bisher bei den schon bestehenden beiden Sektionen des Lloyd angesiedelten Verlagsaktivitäten, vor allem die Zeitungsunternehmungen und die Druckerei ausgegliedert und der am 21. Juni 1849 gegründeten III. Sektion rechtlich und wirtschaftlich übertragen. Von den 50 Aktien des neuen Unternehmens zu je 1000 Gulden übernahm die Dampfschifffahrtsgesellschaft des Österreichischen Lloyd 26 und übte damit den entscheidenden Einfluss auf die weitere Geschäftstätigkeit der AG aus. Die übrigen Aktien lagen in der Hand der I. Sektion. Der Unternehmenszweck der Ausgründung sollte ausweislich von Artikel 1 ihrer Statuten „die Beschaffung und Bekanntmachung von dem Handel, der Schifffahrt, der Industrie und den Künsten dienlich Nachrichten und Kenntnissen, sowie die Herstellung und den Vertrieb literarischer und artistischer Werke“ sein. Laut Artikel 5 der Statuten war auch die „Errichtung eines artistischen Unternehmensgebäudes für Metall- und Holzsticharbeiten“ vorgesehen.
Die weitere Entwicklung der Literarisch-artistischen Abteilung ging weit über die ursprünglich geplante Rolle einer für die Tätigkeit der anderen beiden Sektionen lediglich ergänzenden Druck- und Verlagstätigkeit hinaus. Es wurden nicht nur nautische oder Publikationen zu Fragen von Handel und Gewerbe aufgelegt, sondern sie erweiterte ihr Tätigkeitsfeld auch auf den Verlag und Druck von klassischer und belletristischer sowie kunstwissenschaftlicher Literatur sowie von historischen und philosophischen Texten. Auf höchstem Niveau führte sie auch künstlerische Drucke verschiedenster Genres in Stahl- oder Holzstich aus. Daneben wurden auch mit mehr oder weniger wirtschaftlichem Erfolg Tageszeitungen und weitere Periodika auf den Markt gebracht.
1861 stellte die Literarisch-artistische Abteilung des Österreichischen Lloyd ihre bis Januar 1861 erschienene Verlagsproduktion von über 100 Titeln in einem vierzehnseitigen „Verlags-Katalog“ zusammen, der in 3 Abteilungen gegliedert war: Bücher und Zeitschriften (I), Kunstsachen und Porträts (II) sowie Karten und Pläne (III). Er beleuchtete auch die Lieferpraxis des Verlags, die ein Gratisexemplar beim Bezug von 12 gleichen Artikeln vorsah. Die „Preise [waren] in österreichischer Währung und Preußischen Thalern“ angegeben.
Vorwiegend im Firmennamen fand der nach dem Österreichisch-Ungarischen Ausgleich erfolgte Eintritt Ungarns in die Muttergesellschaft, aus der 1872 damit der Lloyd Austro-Ungarico bzw. Österreichisch-Ungarischer Lloyd wurde, seinen Niederschlag. Es finden sich bis 1891, als Ungarn aus dem gemeinsamen Lloyd-Unternehmen wieder ausschied, weder ungarischsprachige Titel noch Übersetzungen ungarischer Autoren im bisher bekannten Verlagsverzeichnis.

### Buchdruckerei und Fotografisches Studio
Ihren Sitz hatte die bereits 1843 gegründete Tipografia im Mezzanin-Geschoss des Palazzo del Tergesteo (Tergesteum). Dort befanden sich auch die Lesesäle des Lloyd, in denen nationale und internationale Periodika auslagen. Dieser Standort wurde auch nach dem Umzug der übrigen Verwaltung des Österreichischen Lloyd in den im Herbst 1883 eröffneten Lloydpalast (Palazzo del Lloyd Austriaco), der von Heinrich von Ferstel entworfen worden war, beibehalten. Die Druckerei beschäftigte ca. 150 Mitarbeiter, die an 7 Schnellpressen und 12 Handpressen arbeiteten. Die 8500 Gulden teure drucktechnische Erstausstattung war bei der Prager Druckerei Haase beschafft worden. Zusätzlich wurde bei der Fa. Strudthoff in Triest eine Schnellpresse neuester Bauart in Auftrag gegeben. Auf dem Gelände des Lloyd-Arsenals richtete die Druckerei eine Werkstatt zur Produktion von Drucktypen ein.
Bei der Buchdruckerei wurden neben den Verlagsprodukten der III. Sektion und den vielfältigen Geschäfts- und Werbematerialien der I. und II. Lloyd-Sektion auch Akzidenzdrucke für die Stadt Triest, wie des Bollettino Sanitario, mit dem täglich über den für die Passagierschiffahrt wichtigen Cholera-Status Triests unterrichtet wurde, hergestellt.
Im Tergesteum wurde auch das erste Fotostudio Triests ab 1857 betrieben, nachdem es zunächst Ende 1854 von der III. Sektion unter der Leitung des aus Frankfurt zugewanderten Wilhelm Friedrich Engel (1824–1891) in der Via dei Forni gegründet worden war. Dem Studio waren zwei Hauptgeschäftsgebiete zugedacht: die Aufnahme von Ansichten (Landschaften, Ortschaften, Bauwerke) und Genreszenen, auf deren Grundlage anschließend die Stahlstiche für die Verlagsproduktion des Lloyd gestochen wurden, und die Anfertigung von Porträtaufnahmen.

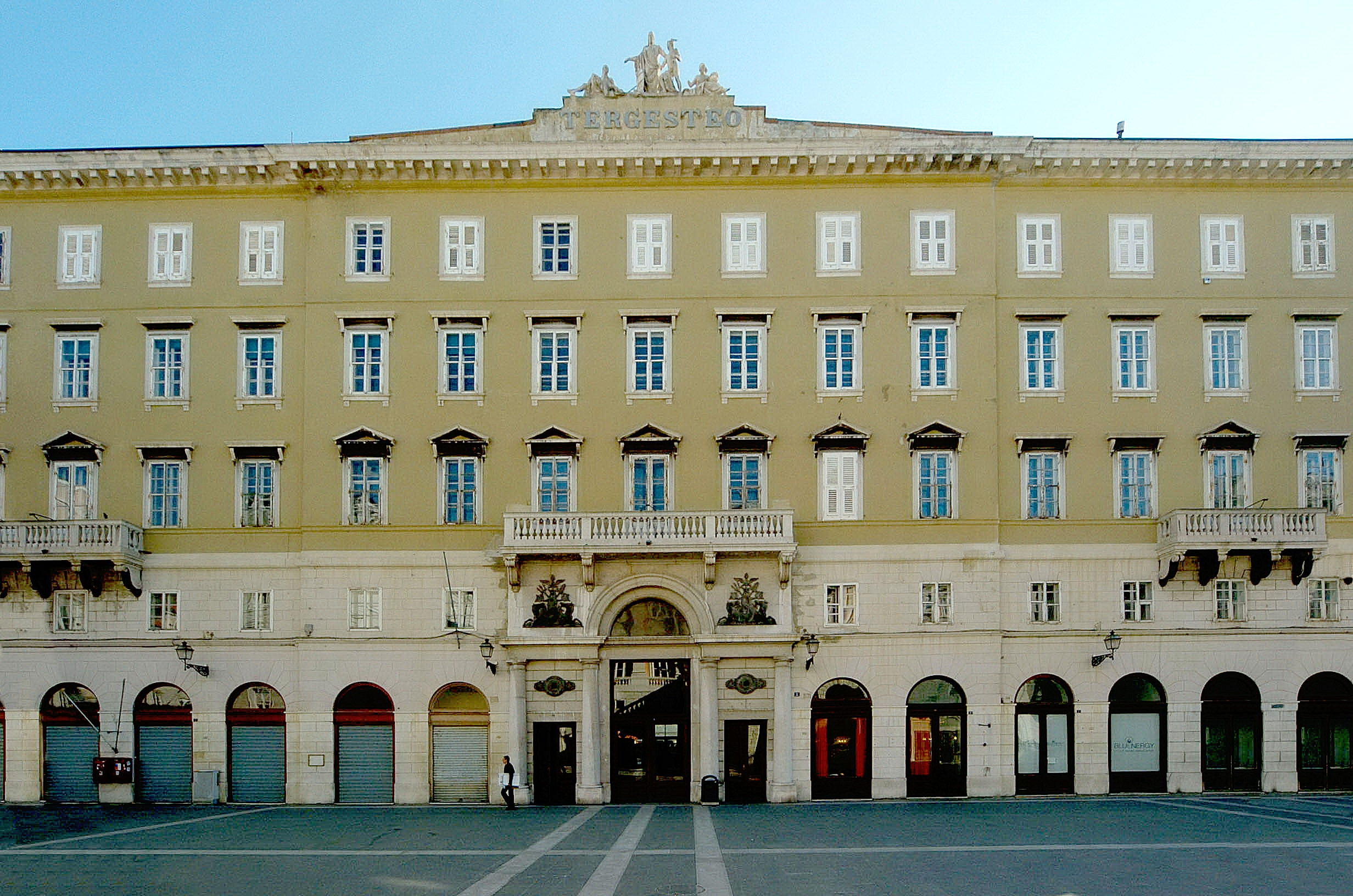
Tergesteum (Sitz der Buchdruckerei)
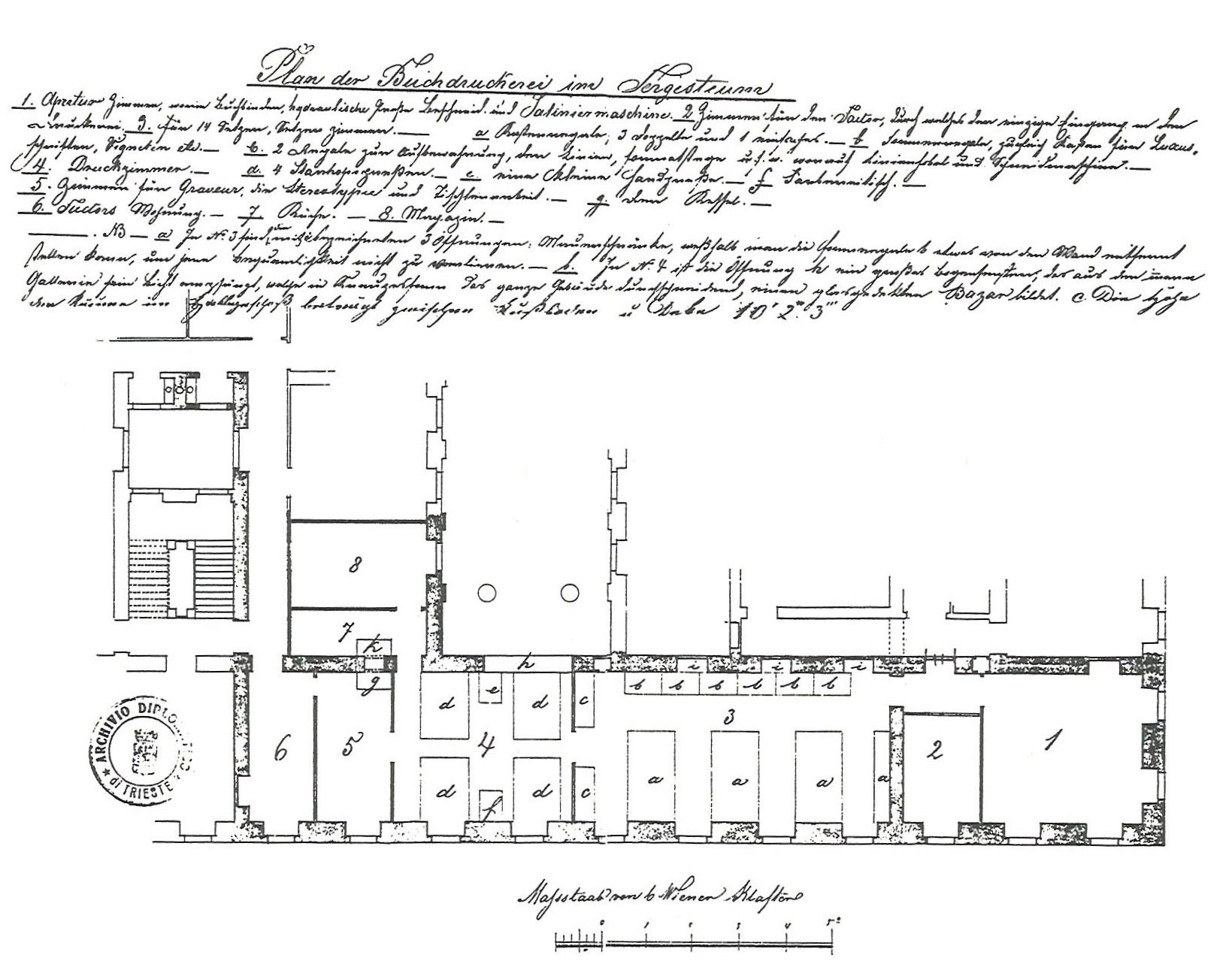
Geplanter Grundriss der Buchdruckerei im Tergesteum (1842)
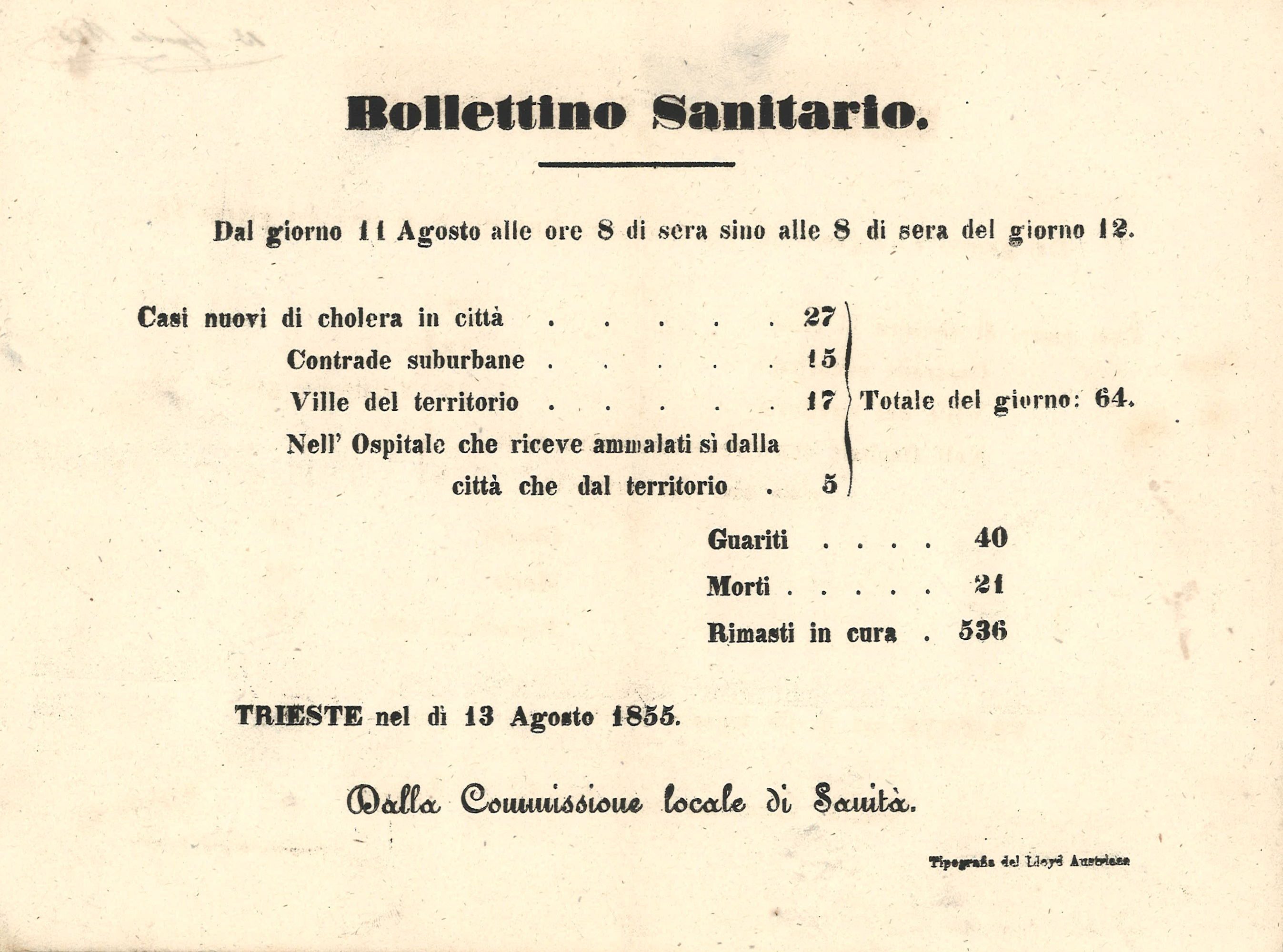
Bolletino sanitario vom 11. August 1855 (Akzidenzarbeit der Druckerei)
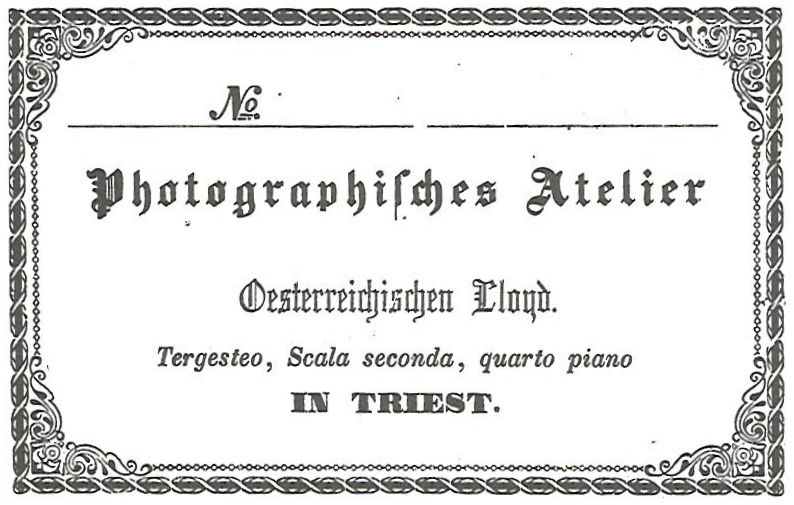
Etikett für Fotografien des Lloyd-Ateliers im Tergesteum (um 1857)
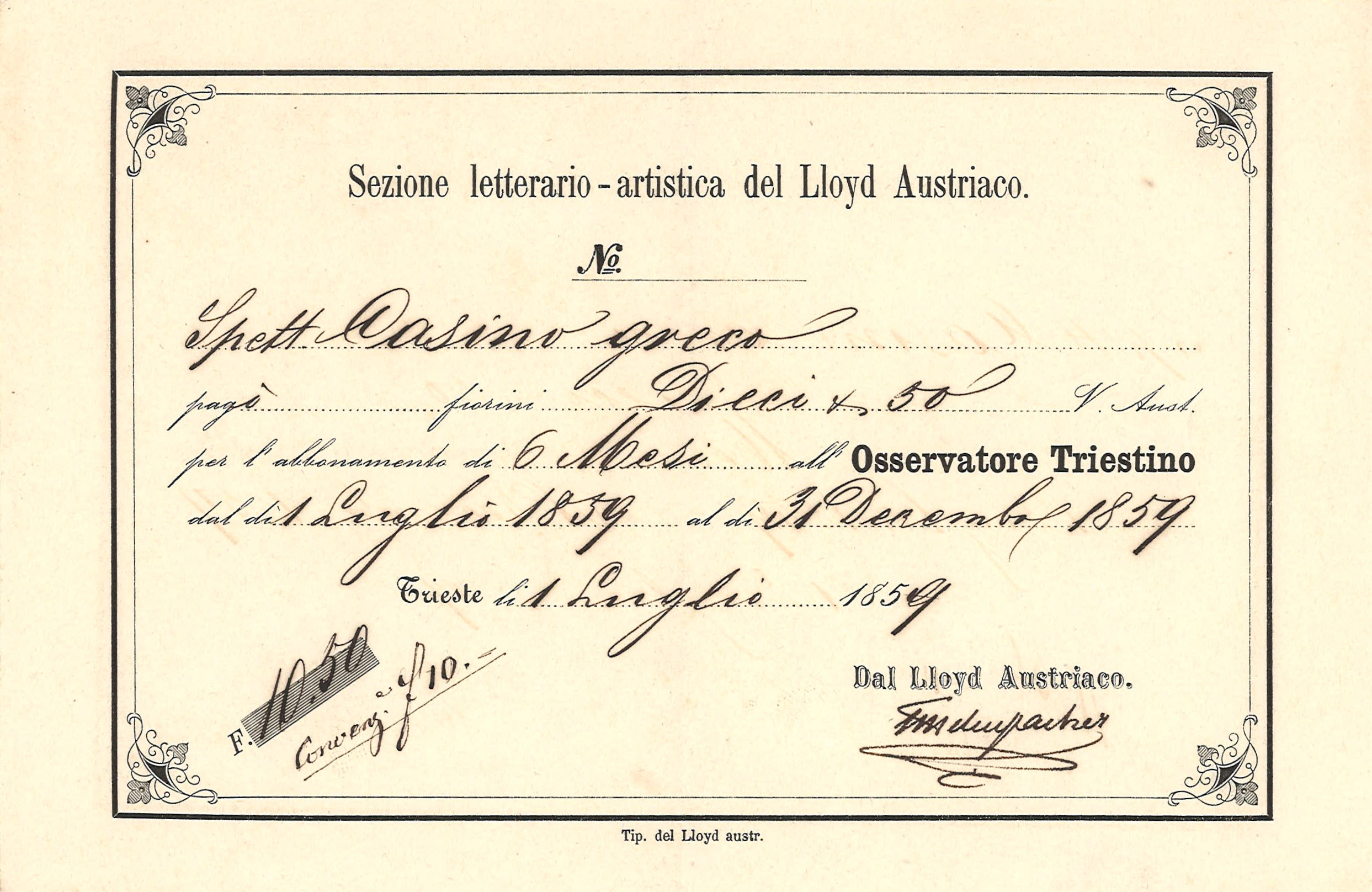
Quittung für eine 6-Monats-Abonnementzahlung für den Osservatore Triestino (1859)

## Bücher

### Schriften für den Triester Hafen, die Seefahrt und den Seehandel sowie die Geschäftstätigkeit des Österreichischen Lloyd
Mit einer Vielzahl von nautischen Fachbüchern, die zumeist in Italienisch, der Dienstsprache des Lloyd, verfasst wurden, sollten zunächst dem Personal der 2. Sektion (Reederei) Hilfsmittel für die Dienstdurchführung an die Hand gegeben werden.
Der mit ca. 300 Seiten Umfang im blauen Leineneinband im Westentaschenformat (95 × 137 mm) von 1883 bis 1905 jährlich erschienene Almanacco del Lloyd austro-ungarico (nach 1892: Almanacco del Lloyd austriaco) war zur Nutzung unterwegs bestimmt. Er vereinte neben einem Kalendarium mit u. a. postalischen Tarifen und Währungsinformationen weitere Teile, die neben der aktuellen Flottenentwicklung des Lloyd und anderer europäischer Reedereien auch diverse Listen, so zum Personalbestand des Lloyd mit den Namen der Angestellten, und viele Einzelinformationen zu allen den Seehandel und die Seefahrt (Entfernungen der Häfen, Schiffsbeflaggung etc.) betreffenden Fragen enthielten. Bereits seit 1848 und bis 1913, ausgenommen 1849, 1851 und 1852, erschien als wichtigste technische Publikation das Jahrbuch Annuario Marittimo per l'anno (Maritimes Jahrbuch), das ebenfalls mit vielfältigen Informationen zum Seehandel und der Seefahrt aufwartete.
Für Schiffsführer war das in mehreren Auflagen erschienene Manuale del capitano (Handbuch des Kapitäns) bestimmt. Es enthielt praktische Regeln, Beispiele und Tafeln für Berechnungen bei der Navigation. Weiter für die Positionsbestimmung in der Schifffahrt stellte der Verlag ab 1886 die vom astronomisch-meteorologischen Observatorium der k.k. Handels- und nautischen Akademie in Triest (italienisch 1887 bis 1919 als Effemeridi) herausgegebenen Astronomisch-Nautischen Ephemeriden bereit.
Den Erfordernissen der Schifffahrtsmedizin und -hygiene in der Handelsmarine widmete 1861 Augusto Guastalla sein entsprechendes Handbuch (Manuale d'igiene e medicina navale ad uso della marina mercantile), das den Schiffsärzten als handliches Kompendium diente.
Als deutsch-italienischer Paralleldruck erschien ab 1883 die Sammlung der Gesetze und Verordnungen betreffend den See- und Hafendienst in der österreichisch-ungarischen Monarchie, die von den Seebehörden in Triest und Fiume herausgegeben wurden, mit einem ersten Band einer systematisch geordneten Sammlung der Erlasse und Verordnungen seit dem Navigationsedikt vom April 1774. Die Gesetzessammlung behandelt die Bereiche Seepolizei, Schiffbau und -eichung, Seedienstbücher und Seefahrer-Ausbildung. Bis 1886 erschienen noch zwei weitere Bände und ein Beilagenband.

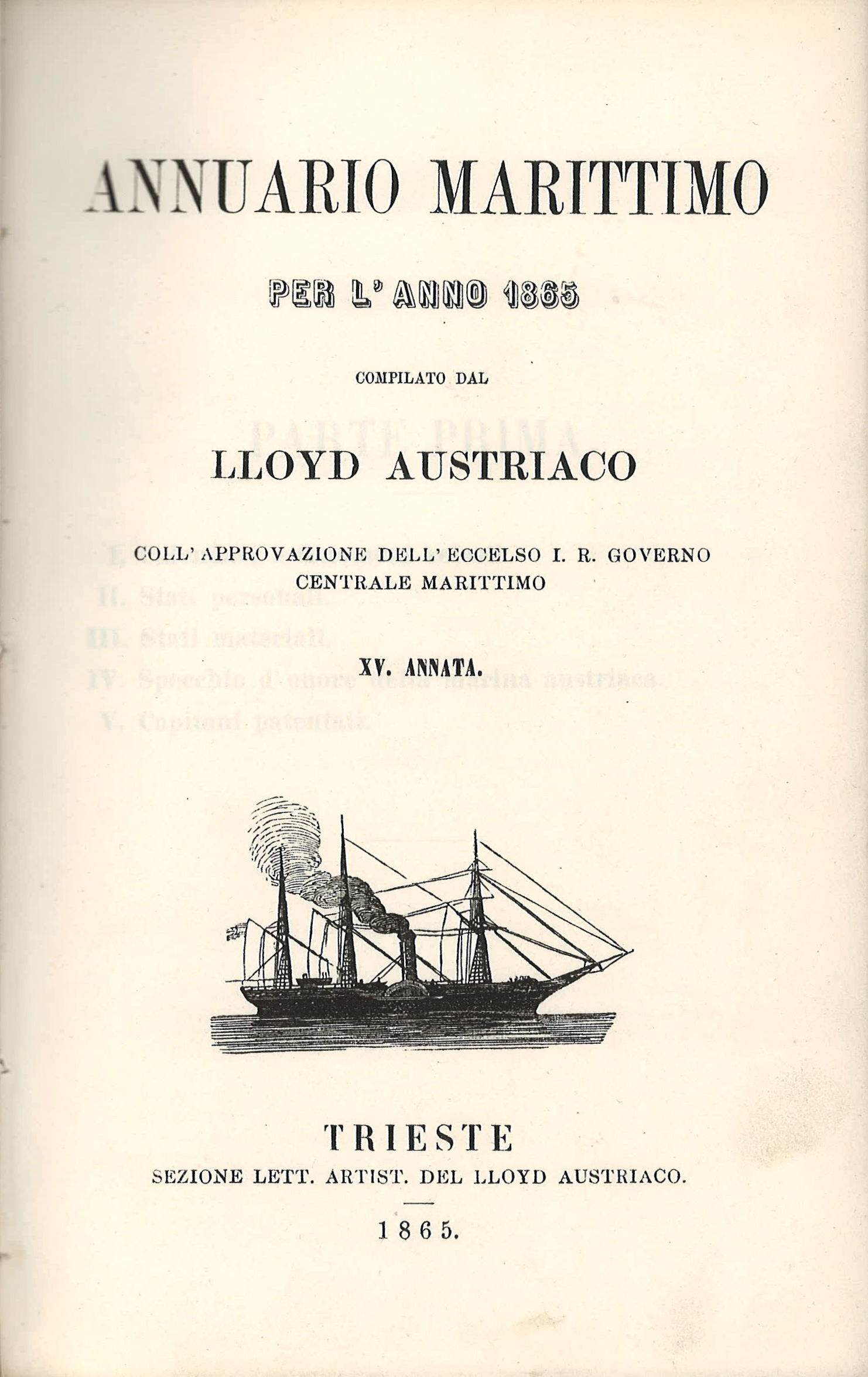
Annuario Marittimo, Titelblatt (1865)
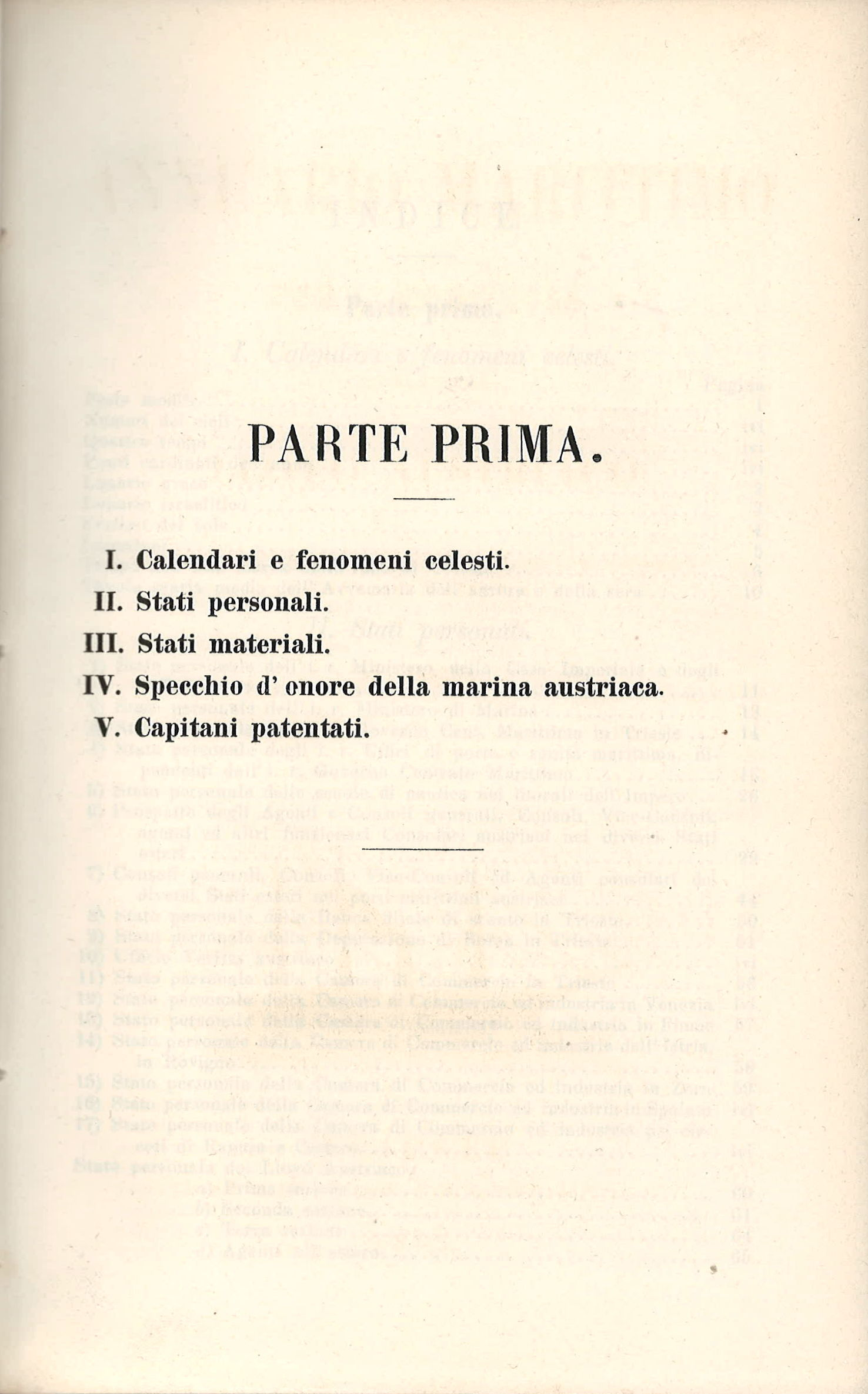
Inhaltsverzeichnis, Teil I
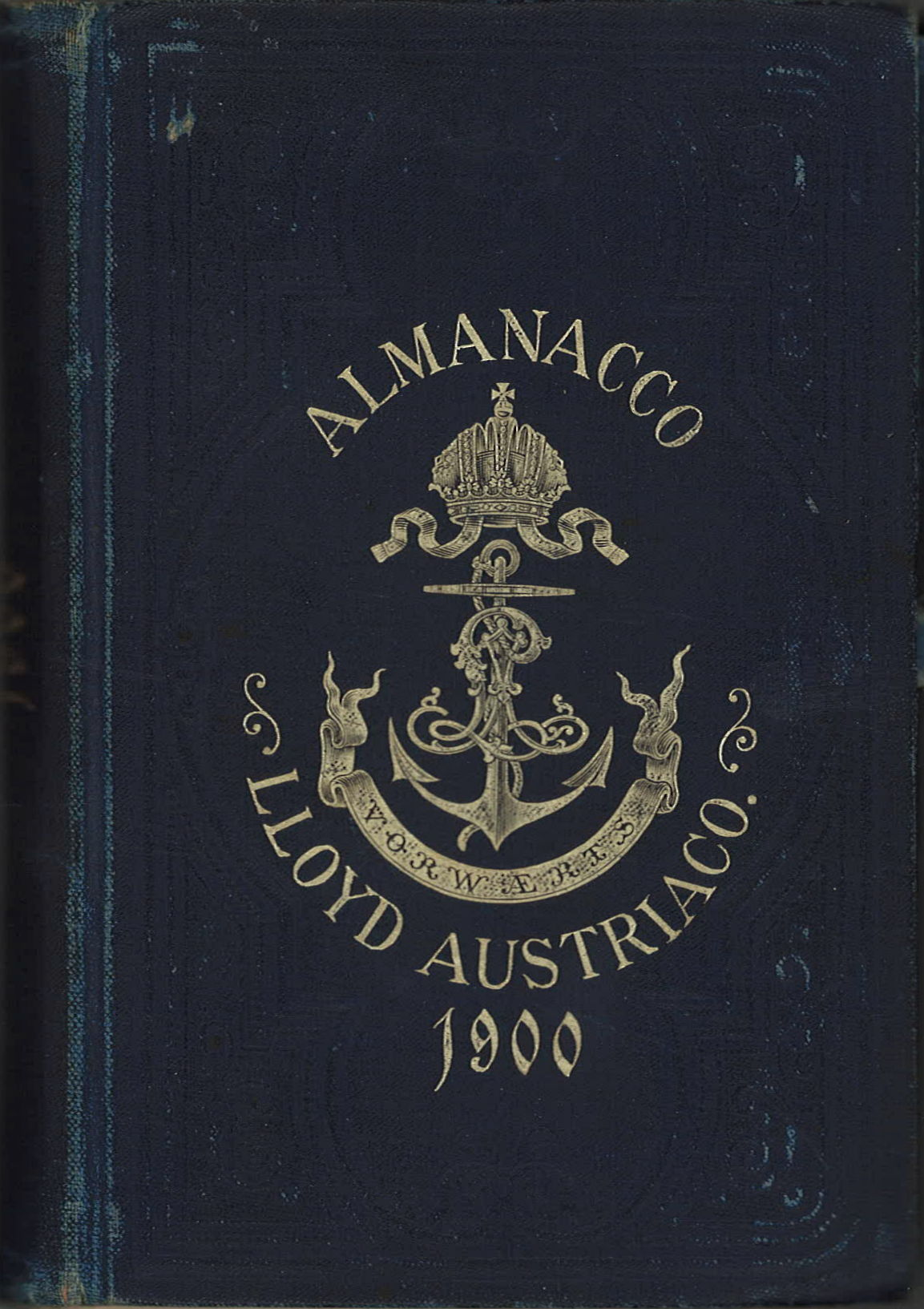
Almanacco del Lloyd Austriaco 1900 (Einband)
Titelblatt
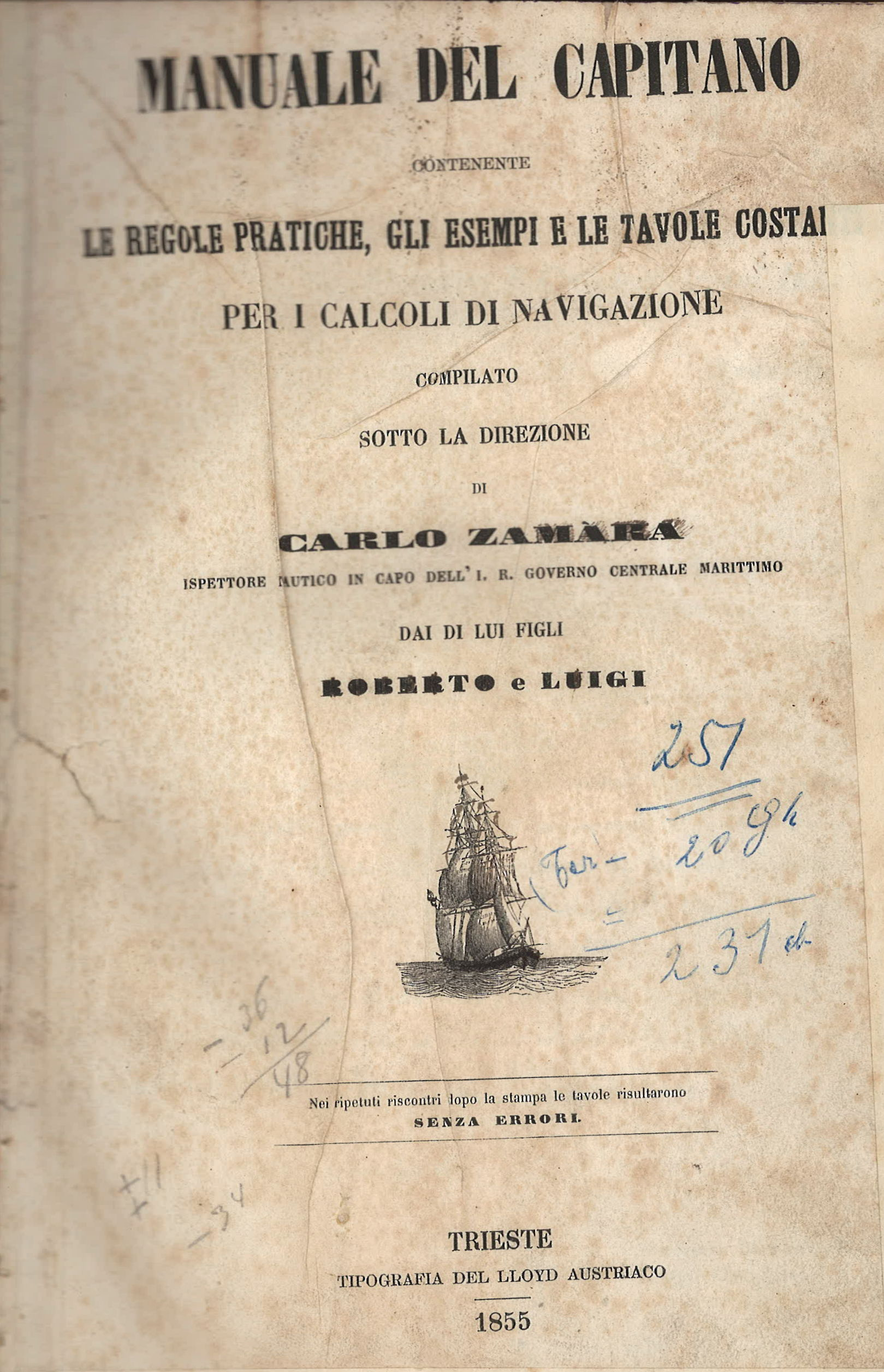
Manuale del capitano (1855), Titelblatt
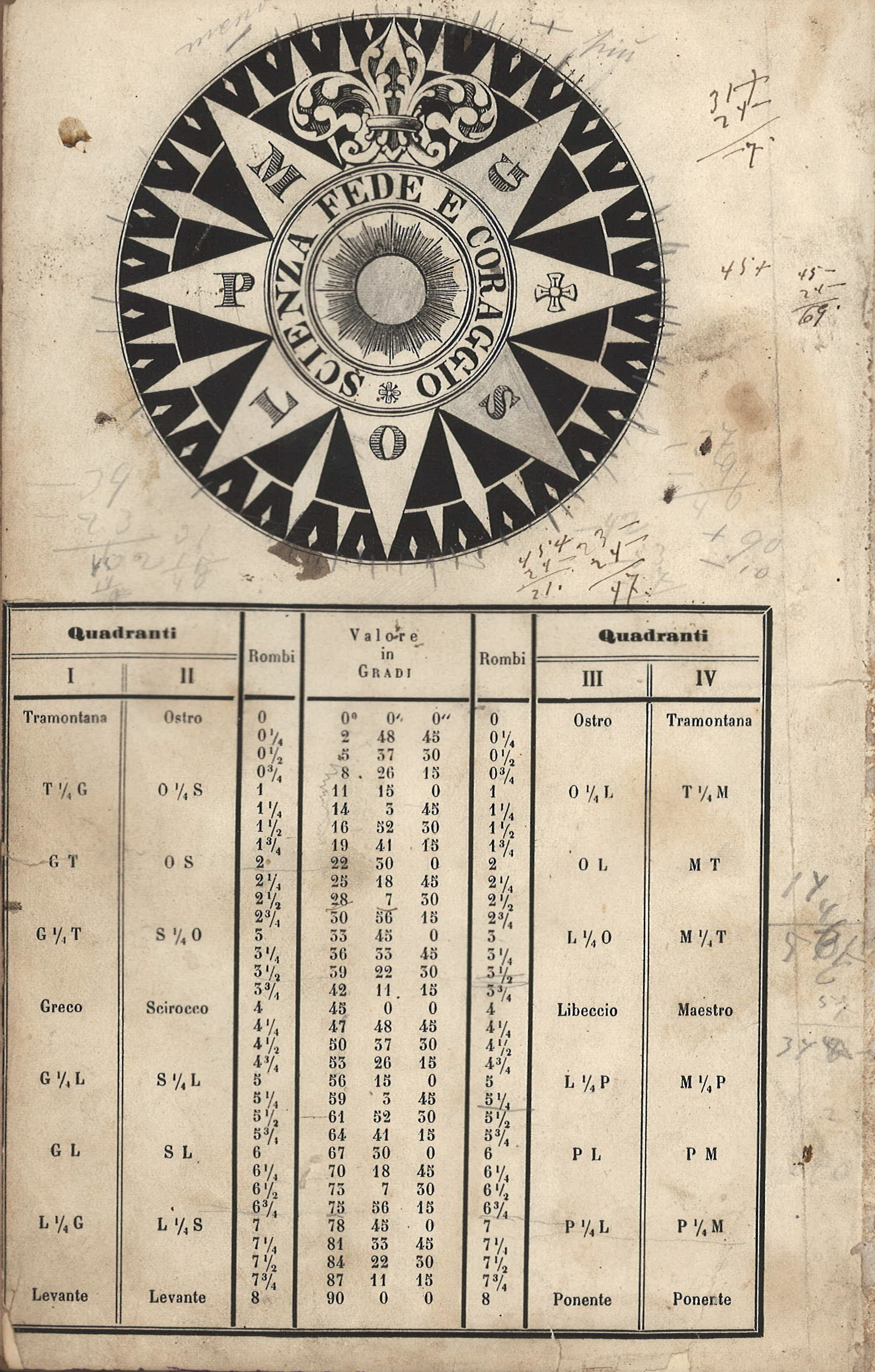
Windrose (S. IX)
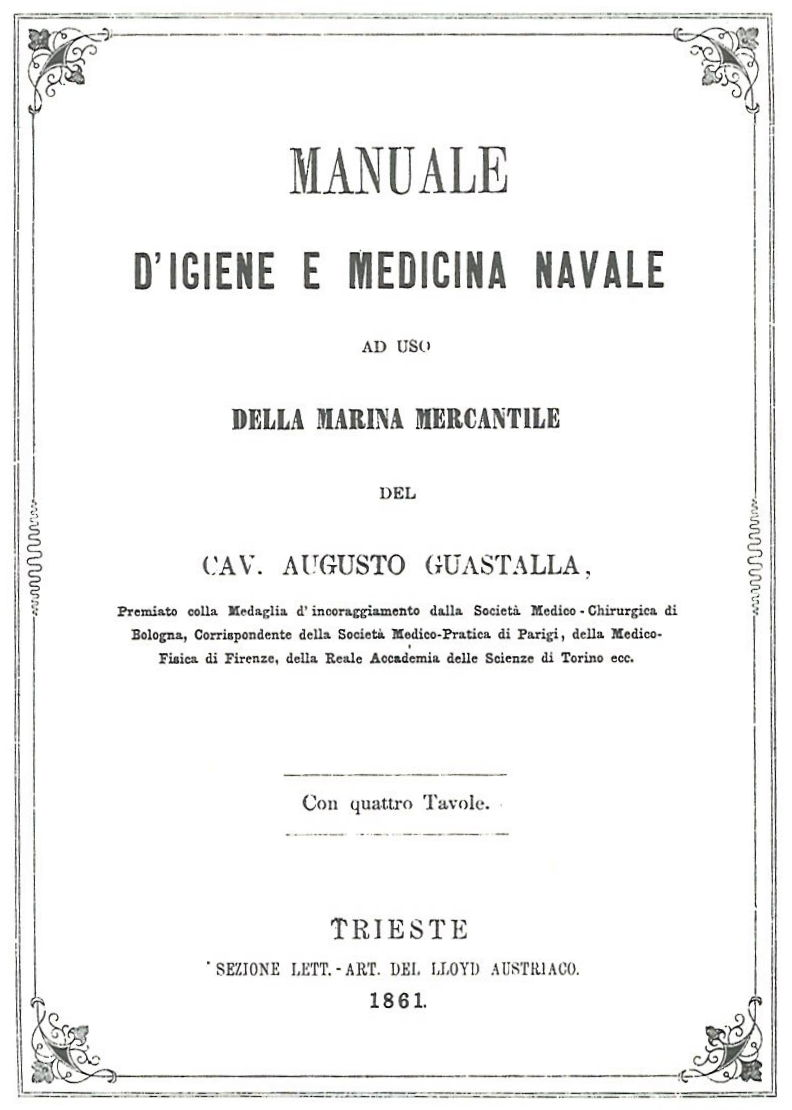
Guastalla: Handbuch der Schifffahrtsmedizin (1861), Titelblatt

### Fachliteratur für die Eisenbahn und das Bauwesen
Mehrere Titel widmeten sich dem Eisenbahnwesen, das zur Herstellung von schnellen Verkehrswegen vom Binnenland an die Adriaküste im 19. Jahrhundert rasch entwickelt wurde. So veröffentlichte August Mandl bald nach Fertigstellung der 1857 eröffneten Südbahn von Wien bis Triest seine illustrierte Streckenbeschreibung oder wurde 1880 eine Denkschrift zur Verlängerung der Kronprinz-Rudolfsbahn bis Triest veröffentlicht. Auch Pietro Kandler ist hier vertreten, u. a. mit seinen 1867 veröffentlichten Gedanken zu einer Eisenbahnverbindung zwischen Kärnten und Triest.
In eigener Sache verlegte der Lloyd 1861 von Heiders Buch über die Errichtung des Trockendocks im Lloyd-Arsenal, in dem auch die Verwendung der Santorinerde als natürlicher Zement thematisiert wird.

### Reiseführer und geografische Werke

#### Lloyd’s illustrirte Reisebibliothek
Von 1854 bis 1881 erschien Lloyd’s illustrirte Reisebibliothek mit insgesamt 9 Titeln bei VIII römisch nummerierten Hauptnummern. Zu dieser Reihe gehörten Ortsbände für Venedig, Triest sowie Adelsberg und seine Grotten, Beschreibungen von Sehenswürdigkeiten an zwei österreichischen Eisenbahnlinien: der Südbahn-Linie Wien-Triest und der Kaiserin Elisabeth-Bahn Wien-Salzburg, sowie Beschreibungen für Reiseziele auf dem Balkan und im Nahen Osten, der Türkei, Griechenland, Palästina und Ägypten. Die Autorennamen, unter denen Moritz Busch und Peter von Radics waren, sind nur teilweise bekannt. Von zwei Bänden, Venedig und Triest, gab es fremdsprachige Ausgaben, die jedoch keinen Reihenhinweis enthielten.

#### Reisebeschreibungen

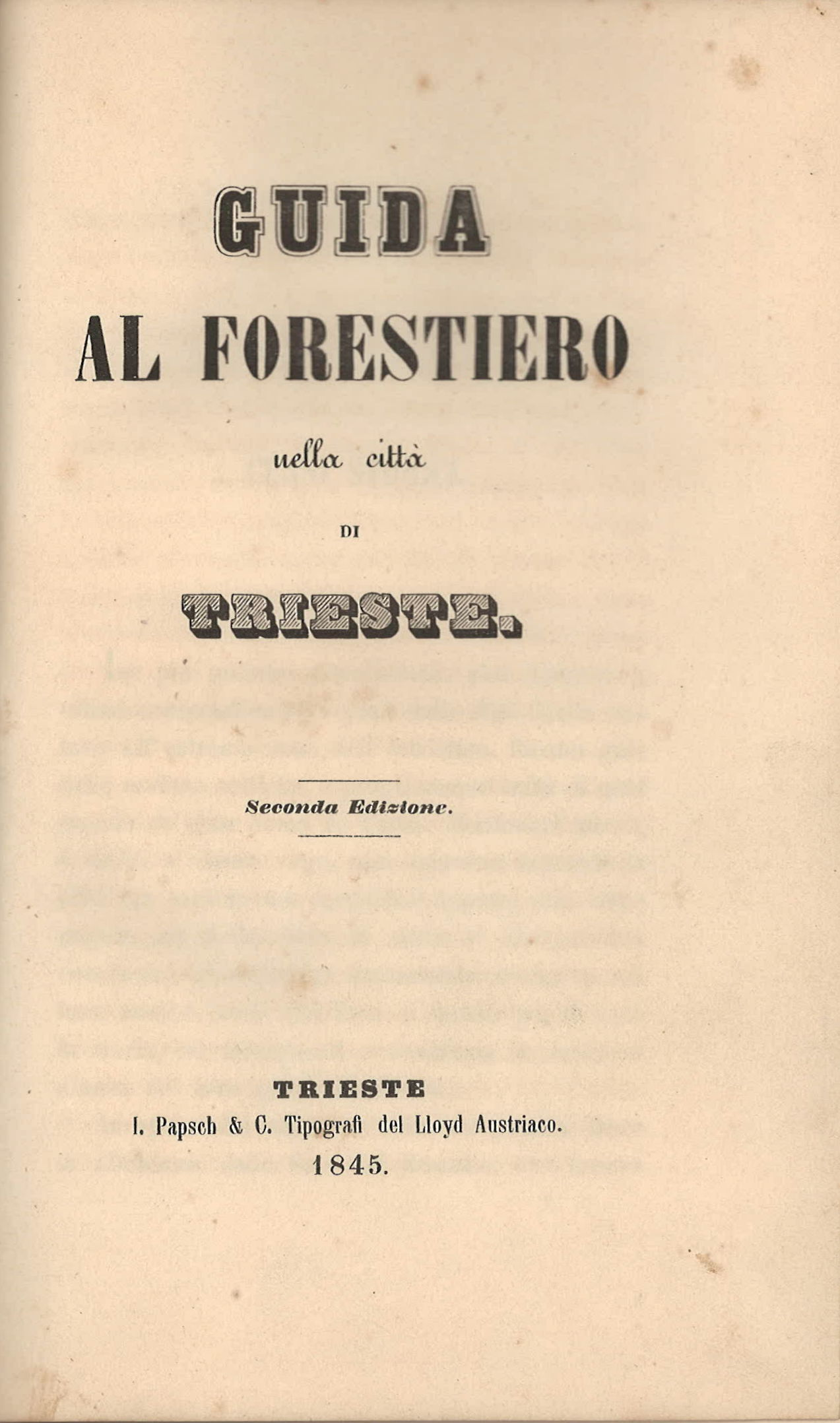
P. Kandler: Guida al forestiero nella citta di Trieste, Titelblatt (1845)

Besonders das vor den Toren Österreich liegende Adriatische Meer und seine Küstenorte sind immer wieder Gegenstand reiseschriftstellerischer Betätigung. So legt Kandler bereits 1842 das in der neuen Lloyd-Druckerei hergestellte Werk Erinnerungen einer malerischen Reise in dem Österreichischen Küstenlande vor, zeichnet er 1845 literarische Skizzen für Besucher von Parenzo und Pula (Cenni al forestiero che visita …) und beschreibt im selben Jahr umfangreich Triest. Francesco Lanza beschrieb 1859 auf 300 Seiten die Eindrücke seiner Reise u. a. durch die britische Insel, Deutschland und Frankreich zur Zeit der Pariser Weltausstellung von 1855, wobei er sein Augenmerk besonders auf die landwirtschaftliche Entwicklung in diesen Ländern legt. 1863 veröffentlichte dann J. Alexander von Goracuchi Die Adria und ihre Küsten mit Betrachtungen über Triest als Badeort nebst einer Erörterung über das Seewasser und dessen heilbringende Wirkung. Schließlich bringt der Orientalist Friedrich Otto Georgi 1857 den Lesern Die heiligen Stätten der Christenheit. Nach der Natur aufgenommen. Nebst beschreibendem Texte im Orient nahe. Dieses Thema greift wenig später auch Moritz Busch mit seinen Bilder[n] aus dem Orient. Nach der Natur gezeichnet von A. Löffler auf. Der deutschen Ausgabe von 1864, der 32 großformatige Stahlstiche beigegeben wurden, folgte ein Jahr darauf eine Übersetzung ins Französische mit derselben Ausstattung (2. Auflage: 1868).
Des Weiteren gab der Lloyd aufwändig gestaltete Bücher mit einem großen Illustrationsanteil (Stahl- und Holzstiche) heraus. Dazu zählen das Album malerischer Donau-Ansichten (1854), das Südbahn-Album (um 1856) oder die Bilder aus dem Orient (1864) oder Bilder aus Griechenland von Moritz Busch. Der deutsche Reiseschriftsteller Johann Georg Kohl beschrieb 1854 den Lauf der Donau von ihrer Quelle bis Pest. Die an ihren Ufern liegenden Städte und Sehenswürdigkeiten wurden aufwändig mit Stahlstichen im Folioformat ins Bild gesetzt. 1857 folgte Otto Georgis, mit Holz- und Stahlstichen illustrierte, Beschreibung Die heiligen Stätten der Christenheit. Neue Ausgabe.

### Historische, philosophische und klassische Werke
Als auch noch heute geschätztes Werk erschien 1857 und 1858 von Jakob Löwenthal eine Geschichte der Stadt Triest in 2 Bänden. Diesen schließen sich 1877 Franz Swidas Studien zur küstenländischen Geschichte im Mittelalter. Mit besonderer Berücksichtigung Triests an. Das bedeutendste italienischsprachige Verlagsprojekt war die Biblioteca Classica Italiana Secolo XVIII. In ihrem Rahmen wurden u. a. Komödien von Ludovico Ariosto und Carlo Goldoni sowie Libretti von Pietro Metastasio oder Tragödien von Vittorio Alfieri verlegt. Daneben wurde eine Vielzahl weiterer, vor allem italienischer Autoren verlegt. Mit dem Titel Corso completo di lingua tedesca von Giuseppe Cobenzl wurde in mehreren Auflagen sogar ein Lehrbuch für Deutsch in 2 Bänden vorgelegt. Es gab aber auch nicht wenige griechischsprachige Titel.

### Kunstwissenschaftliche Literatur
Mit 120 Stahlstichen ausgestattet, erschien erstmals 1850 Carl August Menzels Die Kunstwerke vom Alterthum bis auf die Gegenwart. Ein Wegweiser durch das ganze Gebiet der bildenden Kunst in 2 Bänden, das es bis 1860 auf insgesamt drei Auflagen brachte. 1854 folgte mit Die Kunstschätze Wien’s in Stahlstich nebst erläuterndem Text von A.R. von Perger ein weiterer umfangreicher Kunstband mit 515 Seiten und 108 Stahlstichtafeln. Letzterer verfasste 1854 auch die kleine, 80-seitige illustrierte Schrift Der Dom zu Sanct Stephan in Wien und 1861 Die plastischen Bildwerke Wien´s mit 176 Seiten und 5 Stahlstichen. Die Serenissima war dann 1860 Gegenstand der Kunstbeschreibung von Friedrich Pecht unter dem Titel Venedigs Kunstschätze. Gallerie der Meisterwerke venetianischer Malerei in Stahlstich. 1857 kamen Vasaris Werke (Opere di Giorgio Vasari secondo le migliori stampe e con alcuni scritti inediti) zur Ausgabe.

### Varia
Das Titelspektrum umfasst auch solche Titel, wie Richard von Ercos Notizen über Austern-Cultur von 1869, in denen er u. a. den Austernproduktionspark bei Grado beschrieb, Unterhaltungen aus dem Gebiete der Natur (Hrsg. J. Basslinger, 1856) oder Die Bodencultur auf dem Karste des österr.-illyr. Küstenlandes und im Gebiete der Stadt Triest von Leopold Mayersbach (1871).
Schließlich erschienen beim Lloyd auch Schriften mit rein lokalem Charakter. Dazu gehörte eine Vielzahl solch kleinerer Publikationen, wie Bericht über die Gründung der Zoologisch-Zootomischen Anstalt in Triest (1850), Statuten des Deutschen Männergesang-Vereins in Triest (1855) oder Jahresberichte über die gemeinschaftlichen evangelischen Schulen in Triest, … (1898–1899) (1899) sowie die Programme des k.k. Gymnasiums in Triest (1851 ff.).

## Ansichten, Mappenwerke

Zuckerwarenverkäufer in Constantinopel vor Galataturm (Stahlstich um 1860: Giovanni Jean Brindesi)

### Allgemeines

Mappenwerk Album zur Erinnerung an Constantinopel mit 28 Stahlstichen (Ledermappe, 1863)

Vor allem als Stahlstiche erschienen in Form von Einblattdrucken Landschaftsansichten und sog. „Souvenirblätter“ von Städten, bei denen eine Zentralansicht der Stadt von Einzelbauwerken und -ansichten umrahmt ist oder mehrere Ansichten und Bauwerke kassettenartig aneinander gereiht sind, sowie Genredarstellungen. Gegen Ende des 19. Jahrhunderts ersetzte zunehmend der preiswertere Holzstich den aufwändigen Stahlstich. Die einmal kostenintensiv erstellten Stahl- und Holzstiche wurden häufig mehrfach zur Illustration verschiedener, thematisch einschlägiger Verlagswerke, soweit es vom Druckformat her möglich war (ggf. durch Beschnitt des Randes bei kleinformatigen Büchern), eingesetzt, so dass sie dem Leser wiederholt bei der Lektüre der Verlagsprodukte begegnen. Sie erschienen auch als Stahlstich-Mappenwerke, wie Album zur Erinnerung an … (ital.: Riccordo di …) für Italien, Constantinopel (1863) und Athen (1860) sowie den Rhein

Weitere Mappenwerke trugen den Titel „Album malerischer Ansichten …“. Hier liegen unter anderen Ausgaben für Dalmatien und seine Nachbarlande (1855), die Donau (1856) oder die Südbahn (1869; Reprint: 1991) vor.
Diese Mappenwerke wurden in verschiedenen Ausstattungsvarianten aufgelegt. Während die einfachen die Stiche in gefalteten und bedruckten Kartons, z. T. mit Leinengelenken, aufnahmen, wurden bei der gehobenen Ausstattung lederbezogene Pappen, die mit goldverziertem Prägedruck versehen waren, verwendet. Sie erschienen mit Aufdrucken in verschiedenen Sprachen, in der Regel Deutsch, Englisch und Französisch, teilweise auch in Italienisch. Da in späteren Zeiten die interessantesten Stiche den Mappen zur Einzelverwendung sehr häufig entnommen wurden – die „geplünderten“ Mappen wurden letztlich zumeist weggeworfen –, sind vollständige Stücke heute nur noch selten zu finden.
Die Bezeichnung der Stiche erfolgte sehr häufig zweisprachig in Deutsch und Italienisch, teilweise wurde aber auch nur eine der beiden Sprachen benutzt. Die Blätter mit historischen Persönlichkeiten tragen in der Regel deren deutschen Namen. Die Namen der geographischen und/oder Souvenirblätter sind entweder in Deutsch oder Italienisch ausgefertigt; sie wurden unterschiedslos für die Ausgaben des Familienbuchs und der Letture di famiglia (siehe nachfolgend) verwendet. Ansonsten wurden in den deutschsprachigen Familienbüchern deutsch- oder zweisprachige und in den italienischsprachigen Letture di famiglia italienisch- oder zweisprachige Blätter eingebunden, damit die Leser den Bildinhalt der Genredarstellungen jeweils auch verstehen konnten.

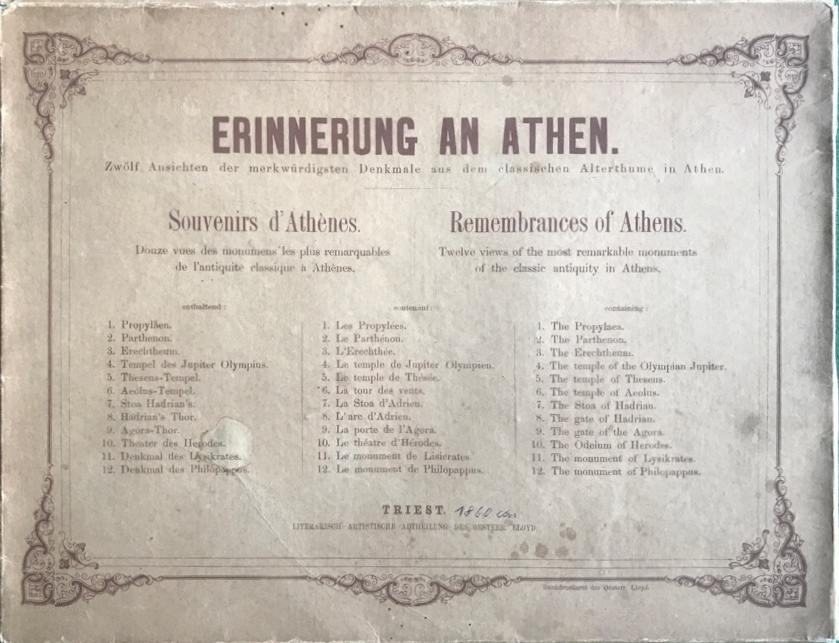
Mappenwerk Erinnerung an Athen mit 12 Stahlstichen (Kartonausführung, 1860)

### Erinnerung an Athen (1860)
Die in der Buchdruckerei des ÖL gedruckte Souvenirmappe enthielt „Zwölf Ansichten der merkwürdigsten Denkmale aus dem classischen Alterthume in Athen“, deren Titel teilweise dreisprachig in Englisch, Deutsch und Französisch und teilweise nur in Deutsch angegeben sind. Angaben zum Stecher F. Zahn sind nur bei wenigen Stahlstichen vorhanden. Sie tragen aber sämtlich als Vertriebsweg den Zusatz „zu haben bei A. Nast in Athen“ (auch in französischsprachiger Ausführung); dahinter verbirgt sich der Buchhändler Adolph Nast, der mit einem Rundbrief vom 1. Juli 1838 die Eröffnung einer Buch-, Kunst- und Schreibwarenhandlung in Athen angezeigt und damals auch im Deutschen Börsenblatt inseriert hatte.
An erster Stelle stehen die Abbildungen der drei antiken Tempelruinen Propyläen, Parthenon und Erechtheum, die für das Selbstverständnis der 1821 neu entstandenen griechischen Nation wohl die größte Bedeutung haben. Auch der Tempel des Jupiter Olympius, das Hadrian’s Thor und das Denkmal des Philopappos sind unter anderen ins Bild gerückt. Die zunächst nur in einer Mappe aus Pappe ohne weiteren Text ausgelieferte Stahlstichzusammenstellung wurde für 1,50 Gulden angeboten. In einer Backlist des Verlags von 1870 (Reisehandbuch für Aegypten, 2. Auflage) ist dann auch ein „eleg[ant] geb[undenes] Album“ zum Preis von 2,50 Gulden aufgeführt.

## Zeitungen und sonstige Zeitschriften

### Periodika für Seefahrt und -handel
Ergänzend zu den umfangreicheren Werken wurden auch einige Fachperiodika ediert, die vor allem den Erfordernissen des Tagesgeschäfts dienten. Von 1832 bis 1847 erschien so täglich Il listino, das Verzeichnis der ein- und auslaufenden Schiffe. Von 1853 bis 1856 lag der Triester Zeitung monatlich die unter der Redaktion von Jakob Löwenthal und Franz Ernst Pipitz verfasste, 32-seitige Oesterreichische Marine-Zeitschrift bei, die sich der Kriegs- und Handelsmarine widmete. Unter der Leitung von Pietro Brunelli kam im gleichen Umfang und Ausgabezeitraum die Rivista Marittima del Lloyd Austriaco heraus; sie lag analog dem „L'Osservatore Triestino“ bei.
Am 1. Juli 1911 erschien die erste Nummer eines kurzlebigen lloydinternen Monatsblatts, des Bolletino mensile della Società di navigazione a vapore. Auf 24 Seiten informierte es bis zum Ausbruch des Ersten Weltkriegs das Lloyd-Personal über Unternehmensinterna. Erst 1921, allerdings schon unter der Flagge des Lloyd Triestino, sollte es zu seiner Wiederbelebung kommen, bis es im April 1944 endgültig eingestellt wurde.

### Tageszeitungen und allgemeine Periodika
Der Lloyd verlegte von Juni 1843 bis 1883 und erneut von 1891 bis 1922 das bereits 1784 gegründete, offizielle Provinzialblatt L'Osservatore Triestino, für das u. a. auch Pietro Kandler unter dem Pseudonym Giusto Traibor schrieb. Das Blatt, das sich vorwiegend der laufenden Gesetzgebung, dem Handel und der Literatur widmete, erschien ab 1862 auch gesondert für Griechenland und die Levante als L'Osservatore Triestino per la Grecia ed il Levante, redigiert von Bartolomeo Malpaga und Pietro Brunelli. Als Beilage gab es von 1887 bis 1903 den L'Indicatore dei prestiti („Der Indikator für Kredite“). Von 1865 bis Juli 1868 wurde auch eine französische Wochenausgabe verlegt, Le moniteur de Trieste. Journal politique, commercial et littéraire, die im letzten Jahr sogar zweimal wöchentlich erschien. Die griechischsprachige Wochenschrift Η Ημέρα (Der Tag) erschien von 1855 bis 1874.
Weiter erschien schon seit 1848 und bis 1870 beim Lloyd täglich zum Preis von 1 Kreuzer das populäre Volksblatt Diavoletto (Kobold), das 1856 und im Folgejahr zwei Mal pro Woche um die von Adalbert Thiergen (1822–1858) redigierte achtseitige Beilage Il Novelliere (Der Geschichtenerzähler), zumeist mit Fortsetzungsromanen, ergänzt wurde.
Wenig Erfolg hatte die ab März 1851 bis zum 2. November 1918 verlegte Tageszeitung Triester Zeitung. Am 1. Januar 1886 wird von ihr das seit 1880 erscheinende Triester Tagblatt übernommen und als Morgenausgabe der Triester Zeitung fortgeführt. Geleitet wurde sie von Jakob Löwenthal und Franz Ernst Pipitz. Von 1855 bis 1866 gehörte der Redaktion der Dichter Robert Hamerling als Theaterkritiker an, der zu dieser Zeit als Lehrer des deutschen Gymnasiums in Triest arbeitete. Die Tagesauflage des Blatts betrug maximal 650 Exemplare. Die erheblichen Defizite wurden von der Triester Handelskammer, die auch Minderheitsaktionär war, und durch staatliche Subventionen ausgeglichen.

### Illustriertes Familienbuch

Gestaltung der Einzelhefte
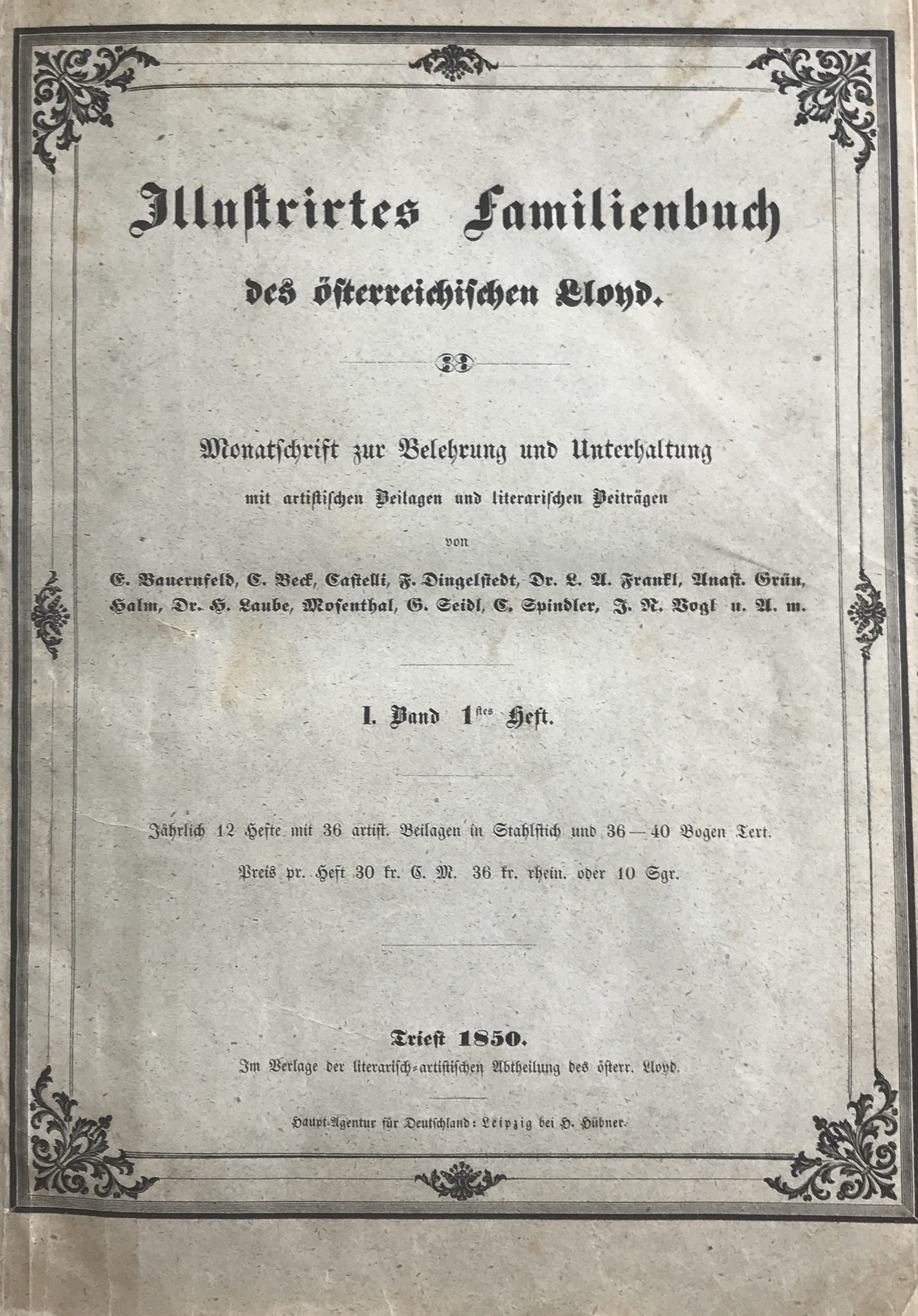
Heftumschlag der Nr. 1 der Reihe von Oktober 1850
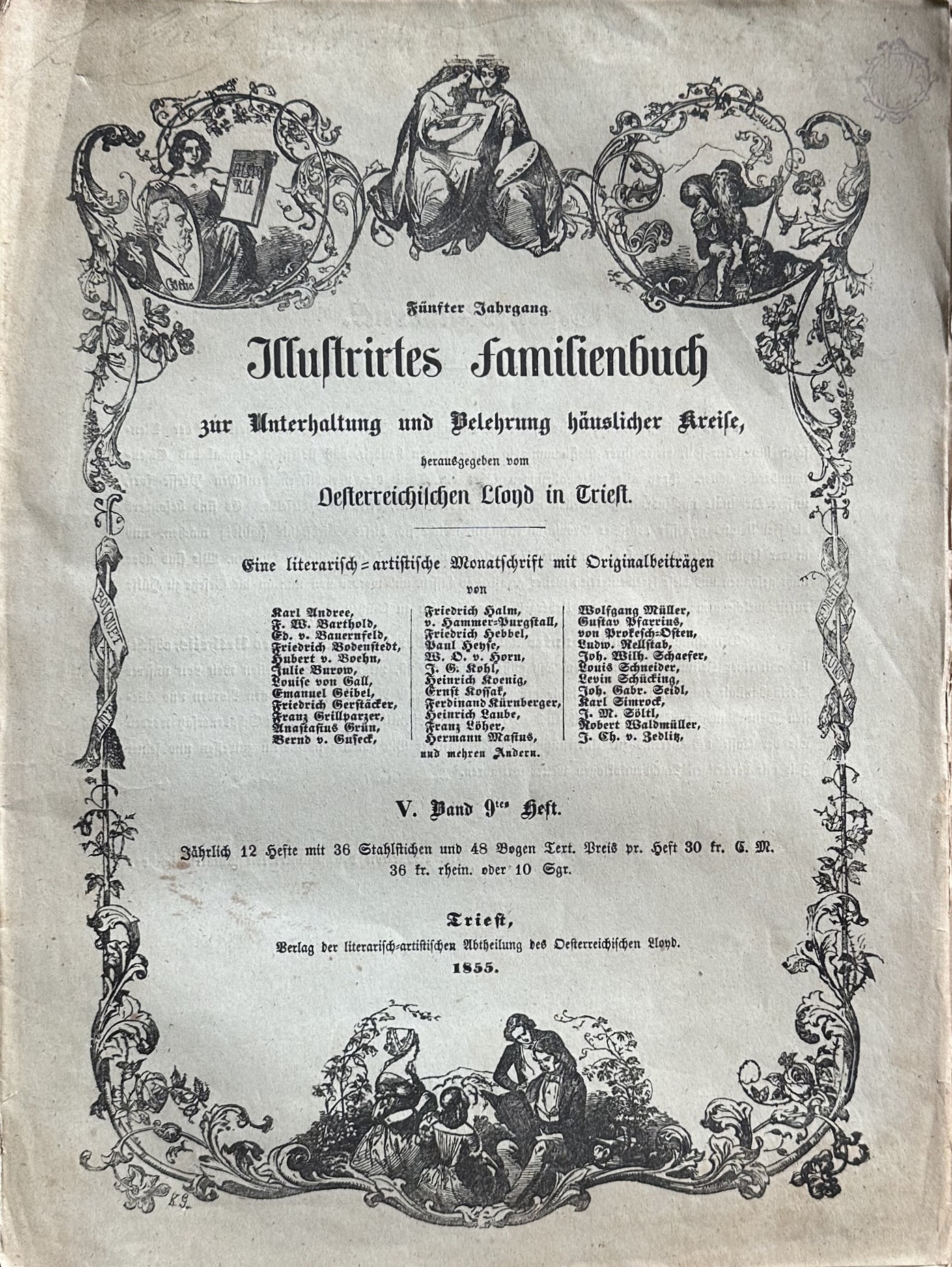
Heftumschlag der Nr. 9 der Reihe von Juni 1855 (oben links: Goethe-Madaillon)
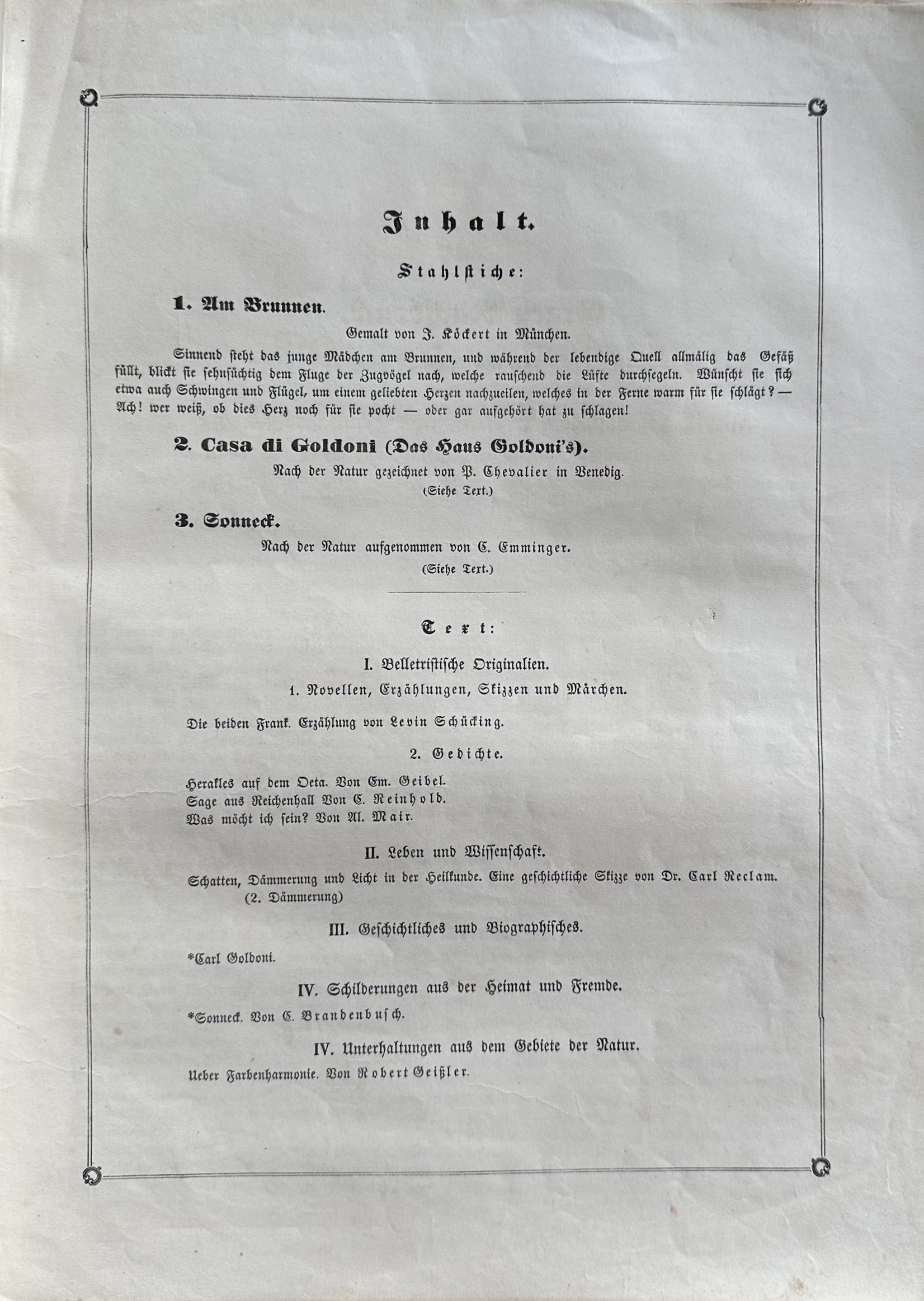
Titelblatt (1855/9)
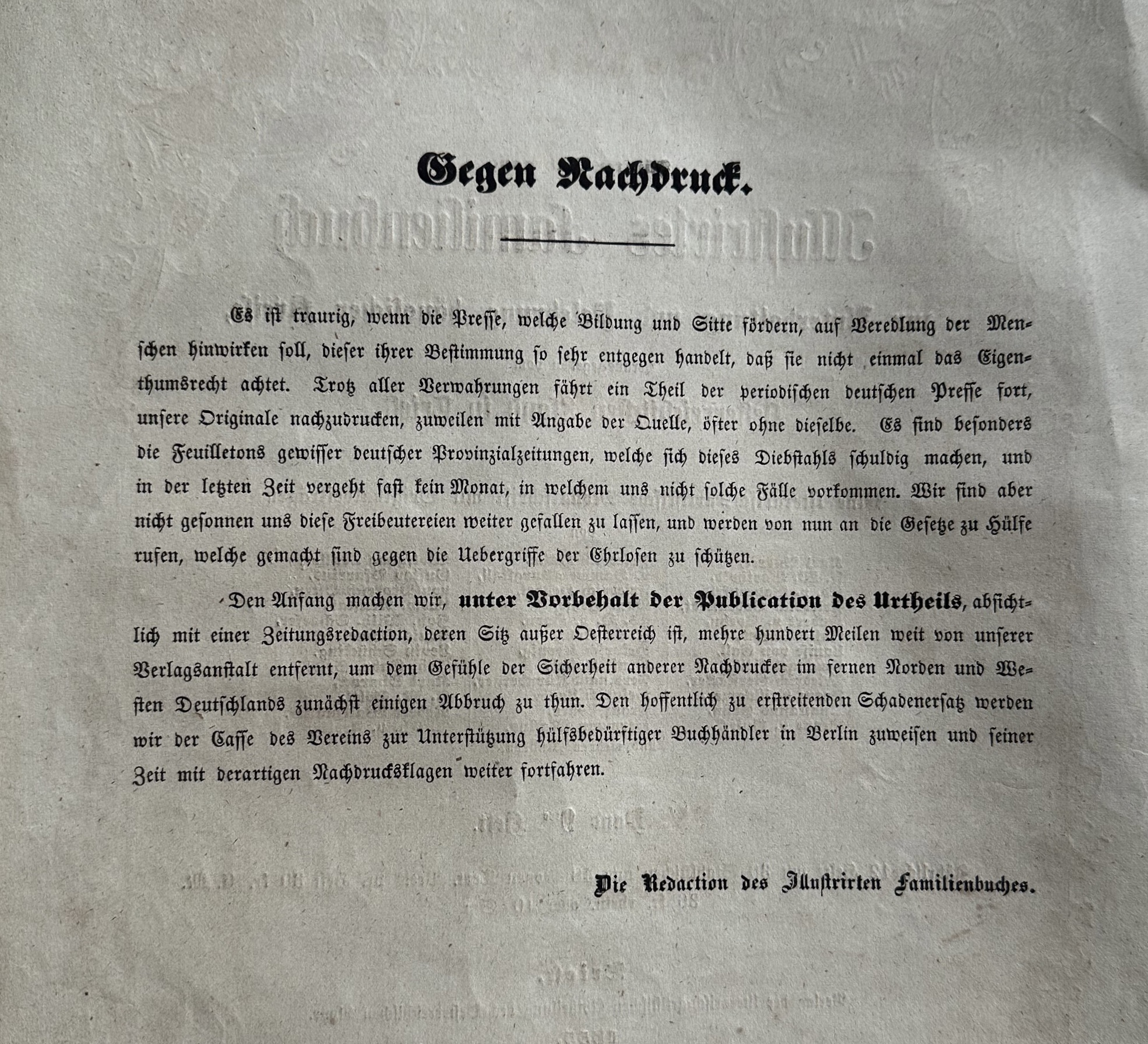
Hinweis auf rechtswidrige Raubdrucke von Beiträgen in Deutschland (1855/9)
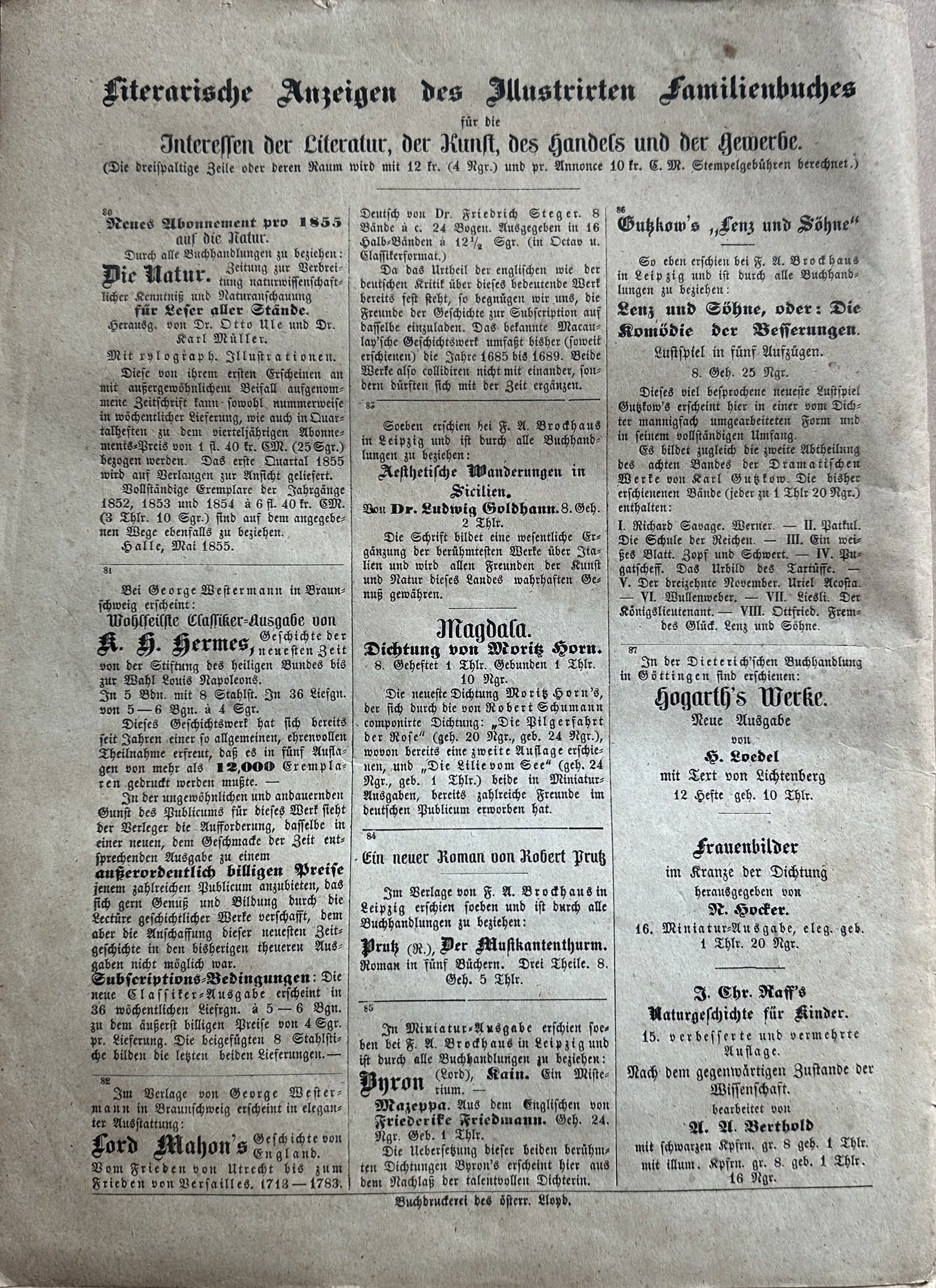
Hinterer Heftumschlag mit Werbung für Literatur (1855/9)

Als Monatsschrift im Folio-Format (4°) wurde von Oktober 1850 bis September 1865 das Illustrierte Familienbuch zur Unterhaltung und Belehrung häuslicher Kreise herausgegeben.

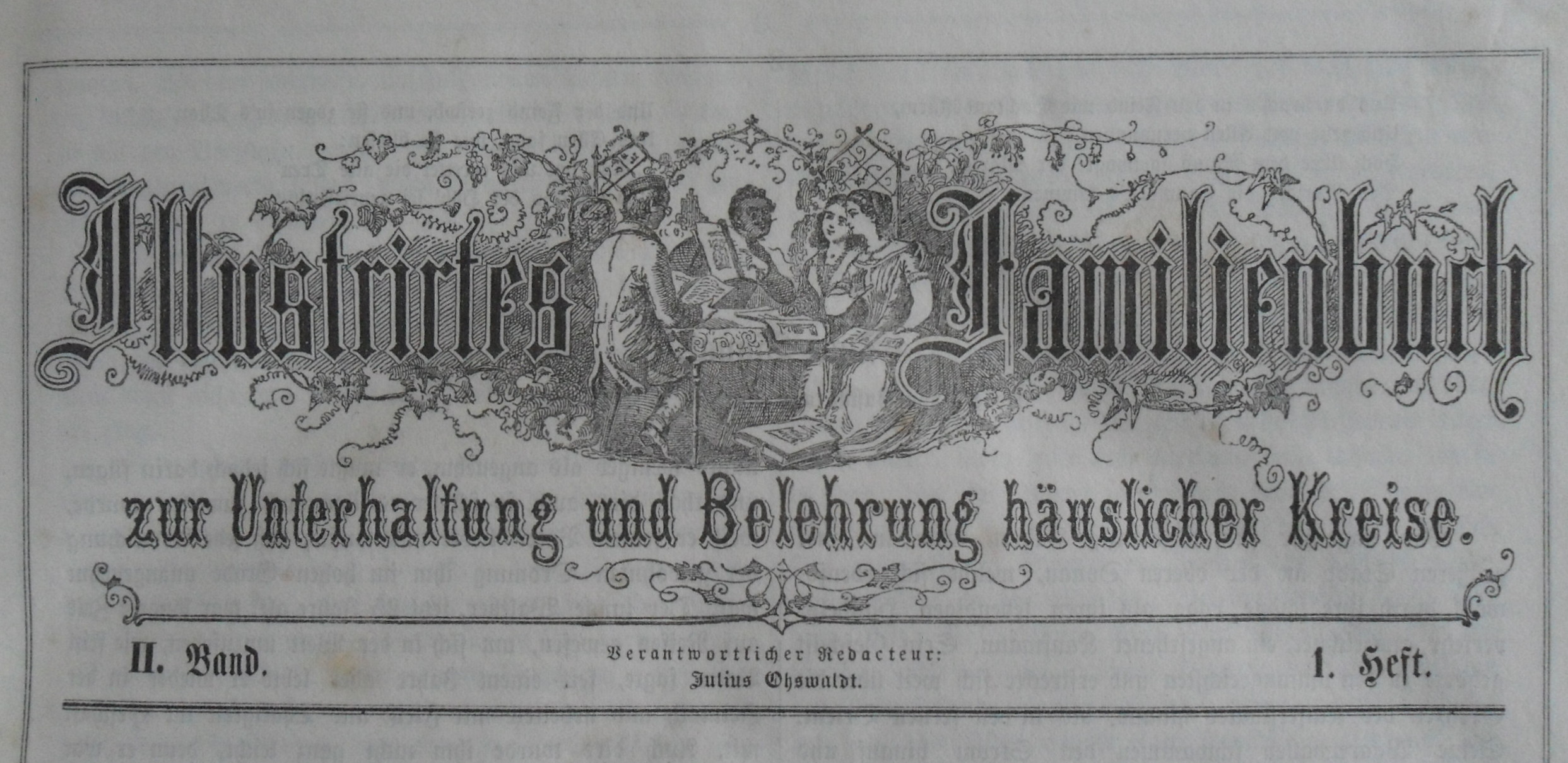
Zeitschriftenkopf des „Familienbuchs“ von 1862

Die Einzelhefte, die heute nur noch ganz selten zu finden sind, wurden mit einem grauen Umschlag ausgeliefert, dessen Gestaltung sich im Verlauf der Ausgabezeit veränderte. Der vorderen Umschlagseite waren Hinweise auf die in der Reihe vertretenen Autoren, die Heftnummer, die aktuellen Abonnementpreise und das Impressum zu entnehmen. Ihre Rückseite enthielt unter anderem auch Ausführungen gegen den unberechtigten Nachdruck von Originalbeiträgen im Familienbuch durch Feuilletonredaktionen „gewisser deutscher Provinzialzeitungen“ – ein Beleg für das auch in Deutschland geschätzte
hohe literarische Niveau des Periodikums. Dem Heftinhalt war ein einseitiges Inhaltsverzeichnis vorangestellt; die letzte Umschlagseite war Inseraten zu literarischen Neuerscheinungen gewidmet. All diese Blätter verschwanden regelmäßig beim Aufbinden der Jahresbände; mitunter wurden die Inhaltsverzeichnisse der Hefte mit eingebunden.
Im ersten Jahrgang erschienen die Hefte zumeist mit einem Umfang von 24 Seiten, einzelne Hefte auch mit 28, 32 oder 36 Seiten, und insgesamt 3 Stahlstichen mit Genredarstellungen sowie Orts- und Landschaftsansichten. Sie kosteten anfänglich monatlich 30 Kreuzer und 4 Gulden jährlich. Die Ausgaben der Folgejahrgänge wuchsen leicht im Umfang, so dass sie ab 1856 (VI. Band) jeweils 36 Seiten (4½ Druckbogen) umfassten. Später, mindestens ab 1859, betrug der Heftpreis 50 Kreuzer (Jahresband: fl. 6). Bei einer Startauflage von 3 000 Heften erreichte die Zeitschrift bald eine Auflage von 13 000 Exemplaren (1854) und war so die wirtschaftlich erfolgreichste deutschsprachige Publikation der III. Sektion.  Gleichwohl waren ausweislich eines Inserats  im Band von 1864 noch sämtliche Jahresbände davor lieferbar, für die Bände I bis VIII sogar zum Vorzugspreis von insgesamt 15,50 Gulden.
Ihre Redakteure waren zunächst der schon mehrfach genannte österreichische Schriftsteller und Schauspieler Ignaz Papsch (1800–1862) und der Dichter Faust Pachler, Chefredakteur der „Neuen Folge“ war Julius Ohswaldt. Beiträge lieferten auch namhafte Autoren, wie Franz Grillparzer, Ferdinand Kürnberger und Friedrich Halm aus Österreich sowie Paul Heyse, Friedrich Hebbel und Karl Simrock aus Deutschland. Unzählige Literaturkritiken unter dem Titel „Literatur-Bericht“ steuerte der deutsche Journalist Levin Schücking ab dem VI. Jahrgang 1856 bei.
Mit einem typografisch gestalteten Heftkopf wurden die einzelnen Ausgaben in den Bänden ab 1856 (VI. Band) versehen, der im Folgejahr neu gestaltet und um eine allegorische Darstellung mit einer Personengruppe, die über Literatur diskutiert, ergänzt wurde; ab 1862 ist Julius Ohswaldt als verantwortlicher Redakteur genannt. Die Ausgaben ab 1861 trugen die Zusatzbezeichnung „Neue Folge“ auf dem Titelblatt.
Die Reihe konnte auch in Jahresbänden erworben werden. Da der Jahrgangsbeginn jeweils beim Oktober des Vorjahres lag, war der 1. Jahrgang erst im September 1851 abgeschlossen und wurde auch mit dieser Jahresangabe gezählt. Dies wurde in der Folge so beibehalten. Bis 1860 lagen durch die jahrgangsübergreifende Erscheinungsweise insgesamt 10 Jahresbände vor. Zur Aufbindung der Einzelhefte wurden vom Verlag Einbanddecken und ein Titelblatt geliefert. Für die Bände ab 1852 zeigte letzteres auf einem Stahlstich eine bewegte See auf der Reede vor dem Triester Leuchtturm. Nur 1851 fand eine im Buchdruck ausgeführte Titelei Verwendung, die mit allegorischen Darstellungen (Historia nebst Goethe-Medaillon, Literatur) umrahmt ist und deren grafische Gestaltung derjenigen der Einzelhefte von 1850/51 entsprach.

Einband- und Titelblattgestaltung der Jahresbände
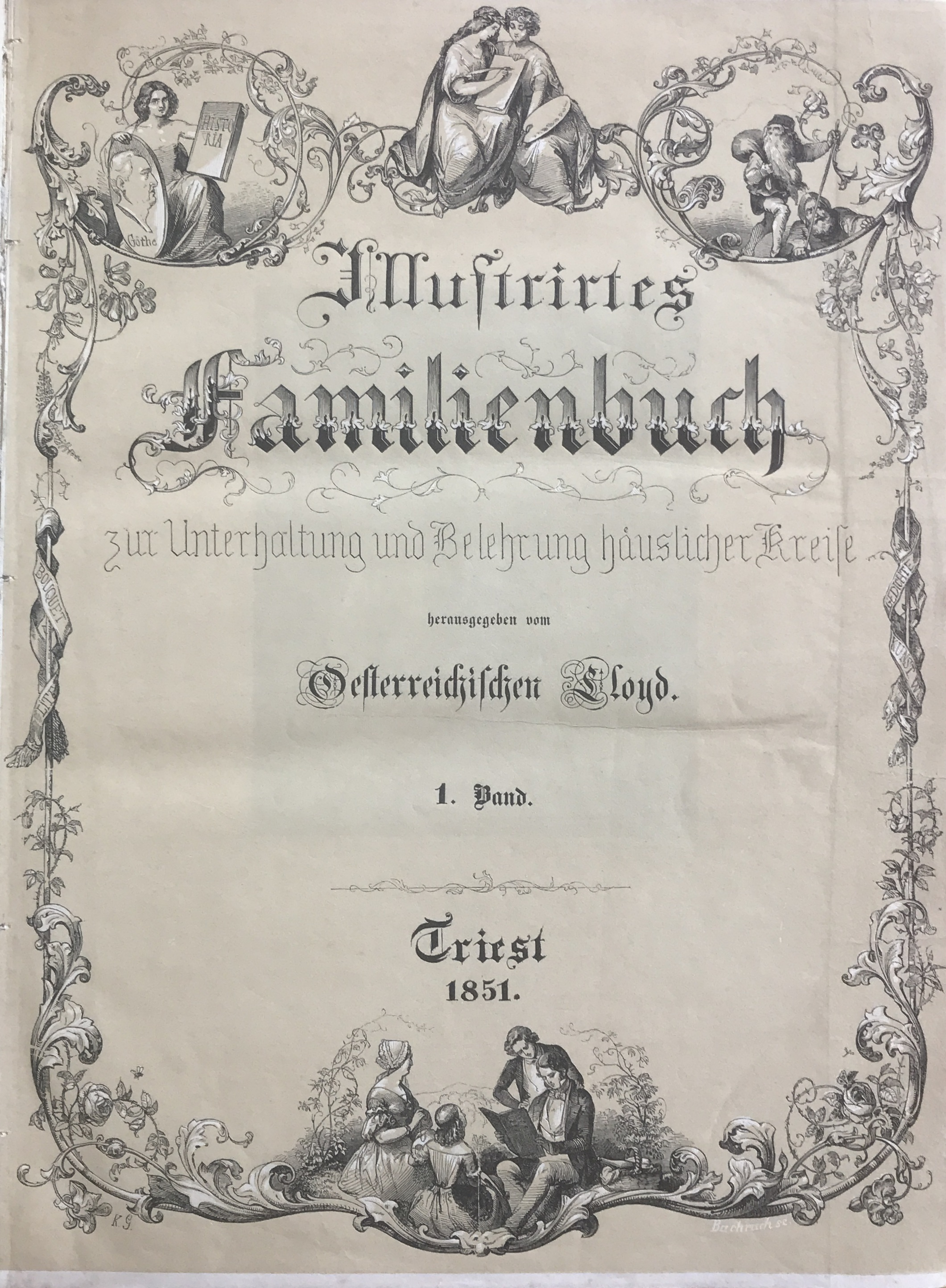
Familienbuch I. Band von 1851, Titelblatt: Allegorie zur Geschichte und zum Lesen
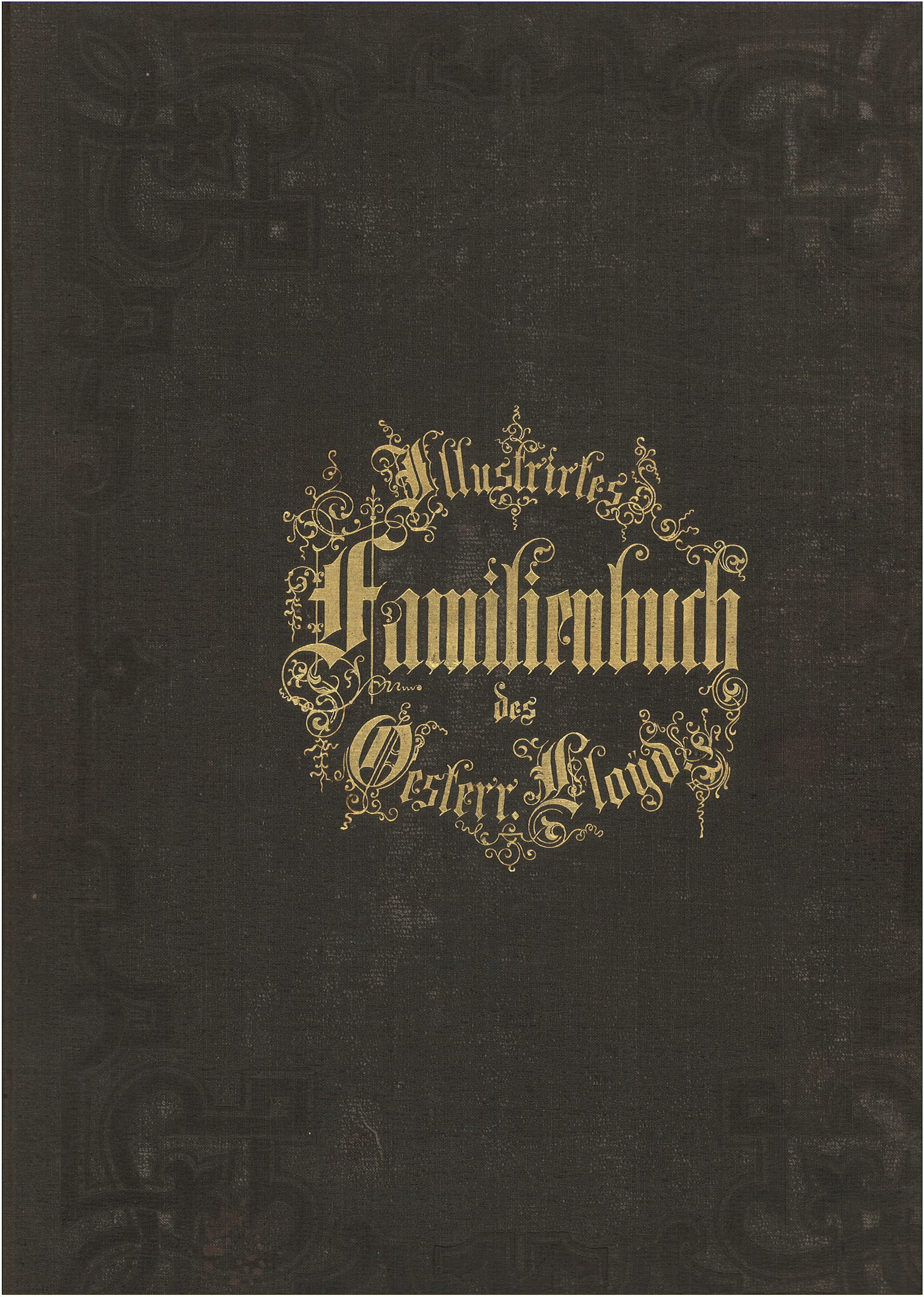
Familienbuch IX. Band von 1859 (Verlagseinband)
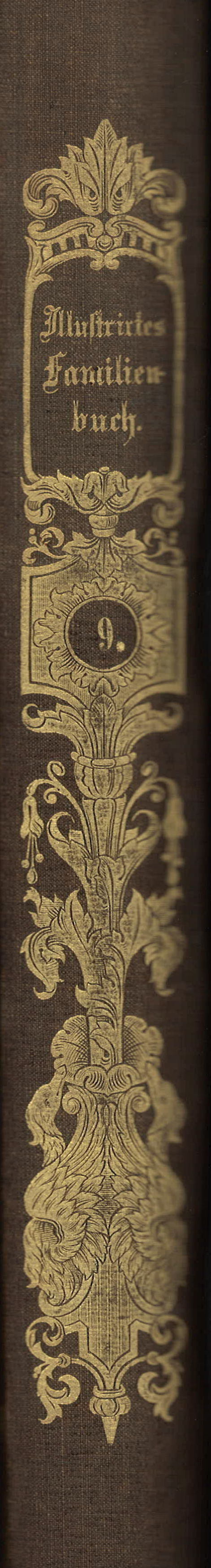
Familienbuch IX. Band, Rücken
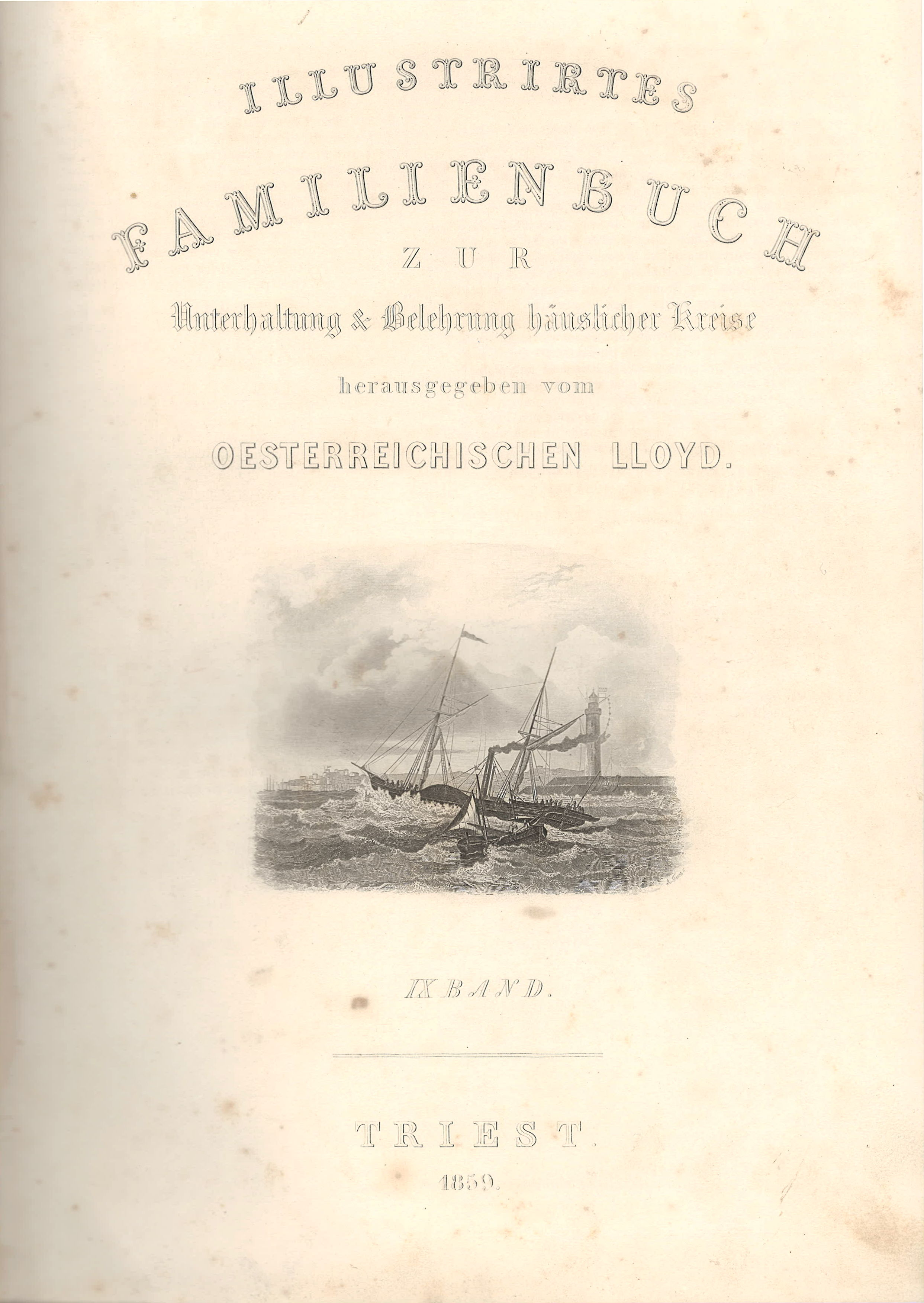
Familienbuch IX. Band, Titelblatt: Triester Leuchtturm
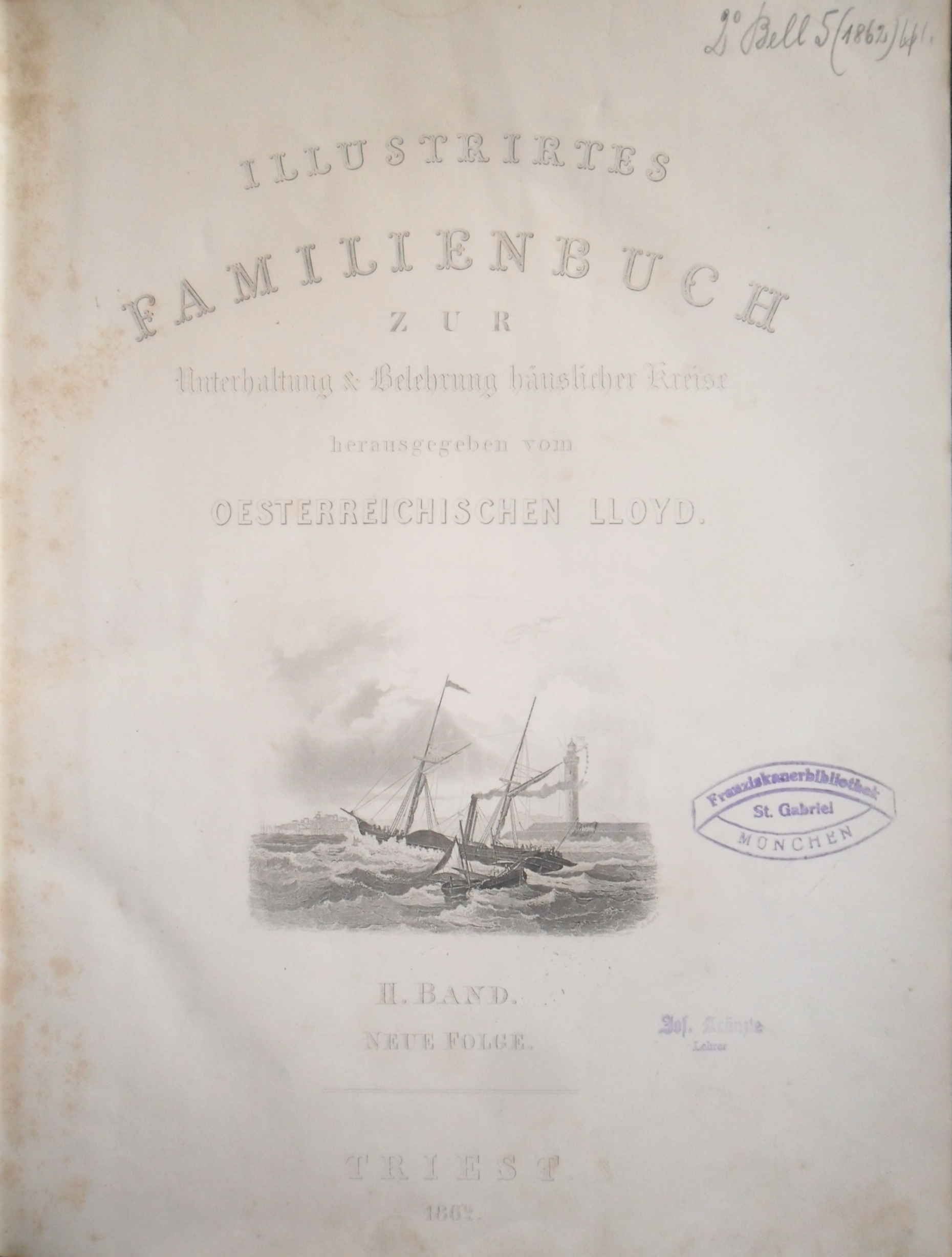
Familienbuch II.Band. Neue Folge von 1862 (Titelblatt)

### Letture di famiglia

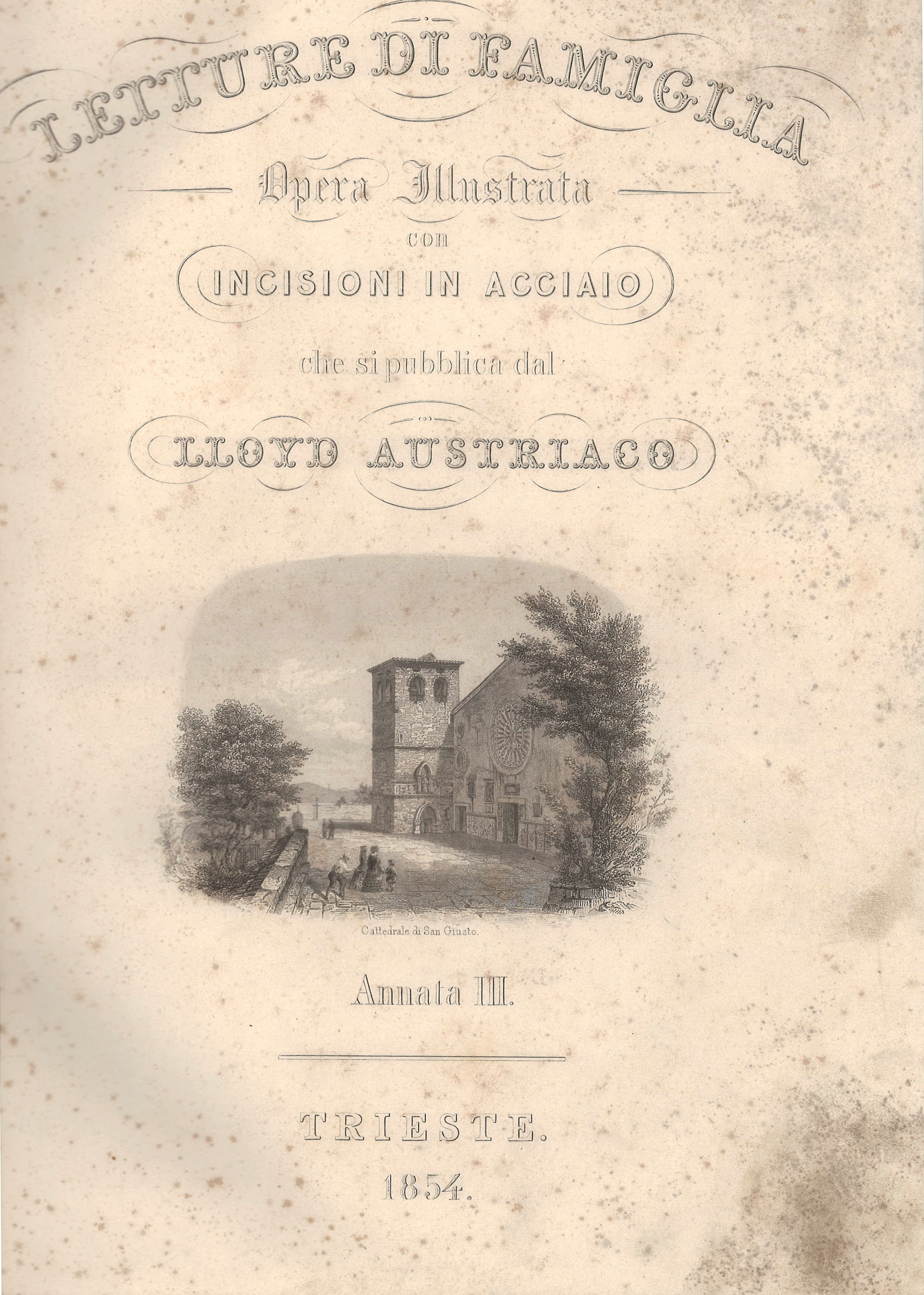
Letture di Famiglia. Annata III von 1854, Titelblatt: Kathedrale von San Giusto

Das italienischsprachige Pendant des Illustrierten Familienbuchs folgte im November 1851 unter dem Titel Letture di famiglia. Opera illustrata con incisioni in acciaio, wobei der Jahresband („Annata I“) mit 12 Heften dann unter der Jahresangabe „1852“ erschien. Der Name nimmt offenkundig Bezug auf die ab 1842 in Turin von Lorenzo Valerio herausgegebene Wochenschrift Letture di famiglia. Giornale settimanale di educazione civile, morale e religiosa, die 1847 von der Piemonteser Regierung aus politischen Gründen verboten worden war. Seine Ausstattung ähnelte derjenigen der deutschsprachigen Ausgaben, auch wurde zur Illustration auf denselben Fonds der Stahlstiche für Personen und Genreszenen sowie Bauwerke, Städte und Landschaften zurückgegriffen. Diesen Bänden waren auch häufig Stahlstiche als Frontispize beigegeben. Auf das italienische Titelblatt war ab 1853 anstelle der Triester Hafenszene die Kathedrale von San Giusto gerückt; beim ersten Jahrgangsband 1852 wurde wie bei der ersten deutschen Ausgabe von 1851 die Titelei mit umrahmenden Genredarstellungen, nun mit italienischem Text, verwendet. Die Ausgaben ab 1861 trugen die Zusatzbezeichnung „Neue Folge“ auf dem Titelblatt. Darüber hinaus schmückte bei den Einzelheften die Darstellung einer allegorischen Menschengruppe das Titelblatt. Der Umfang der Hefte lag bei identischem Preis von 30 Kreuzer – später 50 Kreuzer – nur bei mindestens 3 Bogen. Die 10 Jahresbände umfassten damit etwa um 300 Seiten.
Mit der technischen und administrativen Vorbereitung des Journals wurde provisorisch Pietro Brunelli beauftragt, der von Luigi Toccagni, dem Übersetzer Chateaubriands und Lamartines, unterstützt wurde. Ab Juli 1852 (Heft 9) wurde die Zeitschrift dann von Saul Formiggini und Onorato Occioni, an dessen Stelle ab Mai 1853 von Ambrogio Boschetti, geleitet. Ihre Autoren stammten überwiegend aus Italien, so dass es sich inhaltlich nicht um eine Übersetzung des deutschsprachigen Familienbuchs handelte. Das Projekt fand vor allem aufgrund der Eleganz der Edition, der Schönheit der Illustrationen und der gelungenen Auswahl von Autoren sofort großen Anklang beim Publikum.
Mit dem Ausbruch des Sardinischen Krieges 1859 musste das Erscheinen der „Letture di Famiglia“ zunächst ausgesetzt werden, wodurch das Projekt von einer Finanzkrise getroffen wurde und kein Jahrgangsband 1860 existiert. Die Jahrgangszählung ging dann 1861 mit „Annata IX“ weiter. Zwar kam es zu einer Wiederaufnahme des Erscheinens im April 1860, gleichwohl musste die Monatsschrift schon drei Jahre vor der deutschsprachigen Ausgabe 1862 ihr Erscheinen endgültig einstellen. Durch die Unterbrechung waren zu viele Abonnenten abgesprungen bei gleichzeitigem drastischen Anstieg der Herstellungskosten. Astori und Stefani geben als letzte Ausgabe das 12. Heft vom Mai 1862 an, womit auch der 10. Jahrgang („Annata X“) abgeschlossen war. Tatsächlich erschienen mindestens noch zwei Monatshefte („Puntata I und II“) der auch hier in Angriff genommenen neuen Folge („Periodo II“), wie sich aus dem Bestand der ÖNB ergibt. Die interessierten Leser wurden in Heft 2 sogar noch zur Subskription für eine geplante Ausgabe mit kolorierten Stahlstichen eingeladen.
Insgesamt sollten gerade diese beiden Publikationen das Bild eines idyllischen Nebeneinanders der zahlreichen Völkerschaften des Habsburger-Reichs heraufbeschwören, die ihre unterschiedlichsten Bräuche und Traditionen zwar ausleben können, freilich nur unter der schützenden, weisen und „väterlichen“ Regierung durch den in Wien residierenden Kaiser Franz Joseph I.

## Vertriebswege der Verlagsproduktion
Neben dem traditionellen Verkauf der Literatur des Lloyd über Buchhandlungen wurden von ihm an seinen Anlegestellen eigene Verkaufsstände unterhalten, an denen die Verlagsprodukte vor allem von den Passagieren erworben werden konnten. Auch in den Bordbibliotheken lagen die Verlagstitel auf.

## Geschäftsstelle der k.k. Klassenlotterie
Ein Jahr vor Ausbruch des Ersten Weltkriegs übernahm der Verlag auch die Tätigkeit einer Geschäftsstelle der k.k. Österreichischen Klassenlotterie. Er druckte und verteilte die Lose und leitete auch die Ziehungen in vier Klassen. Eine bei der Wiener Regierung im Herbst 1918 angeforderte Vergütung für diese Tätigkeit von fast 400 000 Kronen wurde jedoch nie ausbezahlt. Der Anspruch blieb dann in den Wirren der Nachkriegszeit auf der Strecke.

## Die Verlagstätigkeit unter dem Lloyd Triestino
Die umfangreiche Akzidenzdrucktätigkeit für den Lloyd, der 1921 die Passagierschifffahrt als Lloyd Triestino wieder aufgenommen hatte, wie Fahrpläne, Prospekte und Plakate, wurde fortgesetzt. 1920 erschienen in vier Sprachen die illustrierten Erinnerungen und Aufzeichnungen. 1836–1920, die einen Rückblick auf die nun zu Ende gegangene Ära des Gesamtunternehmens gaben. 1925 wurde die Zeitschrift Sul Mare. Rivista di Viaggi delle Compagnie di Navigazione („Auf dem Meer“) – zunächst als Beilage zum oben genannten Bolletino mensile – gegründet, die die Auflösung ihres Ursprungsverlags bis 1944 überlebte.